# Service de sécurité incendie de Montréal
Le Service de sécurité incendie de Montréal (SIM) est l'unique corps de sapeurs-pompiers professionnels de l'agglomération de Montréal. En 2023, il dispose de 66 casernes et un point de service sur l'île Sainte-Hélène, est le deuxième plus grand service des incendies au Canada et le 6e en Amérique du Nord. En plus de lutter contre les incendies, il offre également le service de premiers répondants. Le numéro d'appel d'urgence pour contacter le SIM est le 911.
En 2023, le SIM compte 2 750 employés, dont environ 2 395 pompiers. Il a fêté en 2013 son 150e anniversaire.
En 1734 a été créé le premier département de pompiers volontaires. À la fin du XVIIIe siècle ont été formés des « Fire Clubs » avec le soutien financier des commerçants. Ils ont été remplacés en 1829 par la « Société du feu ». En 1841, le premier chef de feu permanent a été choisi par le Conseil de ville afin de mieux coordonner la Société. En 1863, la structure de base du service des incendies de la Ville de Montréal est mise en place. Les véhicules à moteur remplacent les chevaux à partir de 1911. En 2002, 27 municipalités fusionnent avec Montréal et les 22 services d'incendie de banlieue sont intégrées au service des incendies de Montréal qui adopte son nom actuel. Lorsqu'en 2006, certaines municipalités de banlieue ont été en partie reconstituées, les services communs à toutes les municipalités, dont le service de sécurité incendie, ont été placés sous l'autorité de l'agglomération de Montréal, créée à ce moment.

## Histoire

### En Nouvelle-France (1642-1759)[4]

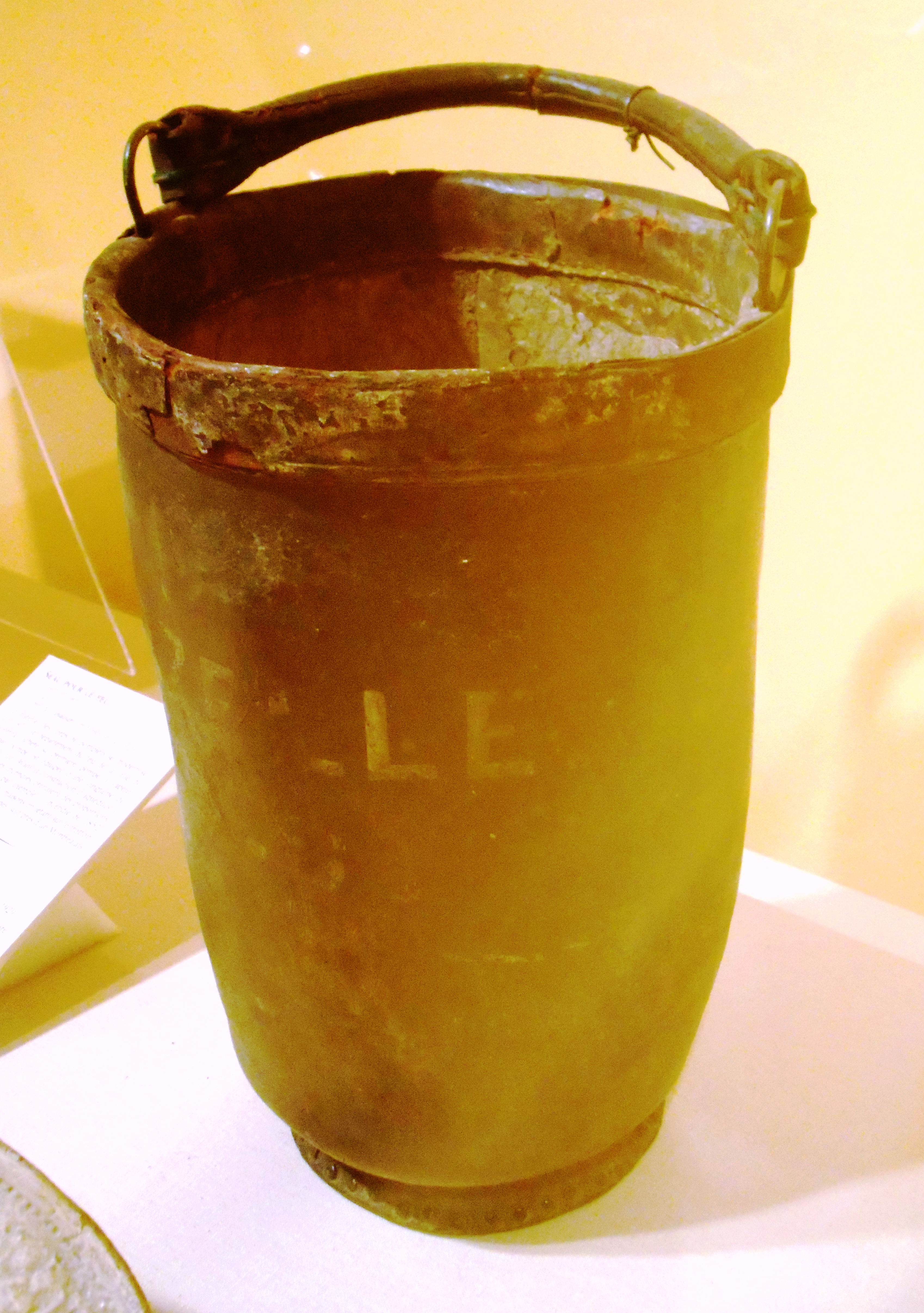
Seau pour le feu, en cuir

Les risques d'incendie étaient présents dès la fondation de Ville-Marie en 1642. Les constructions en bois étaient la proie des flammes aux grandes chaleurs de l'été ou aux froids extrêmes de l'hiver quand une étincelle bondissait hors du foyer. De plus, certains Iroquois, considérant les Français comme des ennemis, mettaient, par surprise, le feu à leurs maisons.
À partir de 1678, les habitants étaient tenus, au son du tocsin, d'accourir à un point de ralliement, la première église Notre-Dame, où une armoire contenait des seaux, des gaffes, des pelles et des sacs de sable. Ils se rendaient ensuite au lieu de l'incendie et formaient une longue chaîne humaine où se relayaient seaux vides et seaux pleins d'eau tirée d'un puits, du fleuve ou de la rivière Saint-Martin qui coulait au nord. Pour arrêter la progression de l'incendie, les charpentiers démolissaient les maisons à l'aide de haches et de gaffes.
Un incendie majeur a lieu le 10 avril 1734 vers 19 heures, alors que la petite ville de Montréal ne compte que 5 000 habitants. L'incendie aurait pris naissance dans le grenier de madame de Francheville, rue Saint-Paul. Poussé par un fort vent, le feu se propage rapidement aux bâtiments avoisinants, incendiant en trois heures, 46 maisons de la rue Saint-Paul, l'Hôtel-Dieu qui venait d'être reconstruit, et jette à la rue plusieurs centaines de personnes.

### Dans la ville anglaise (1760-1862)

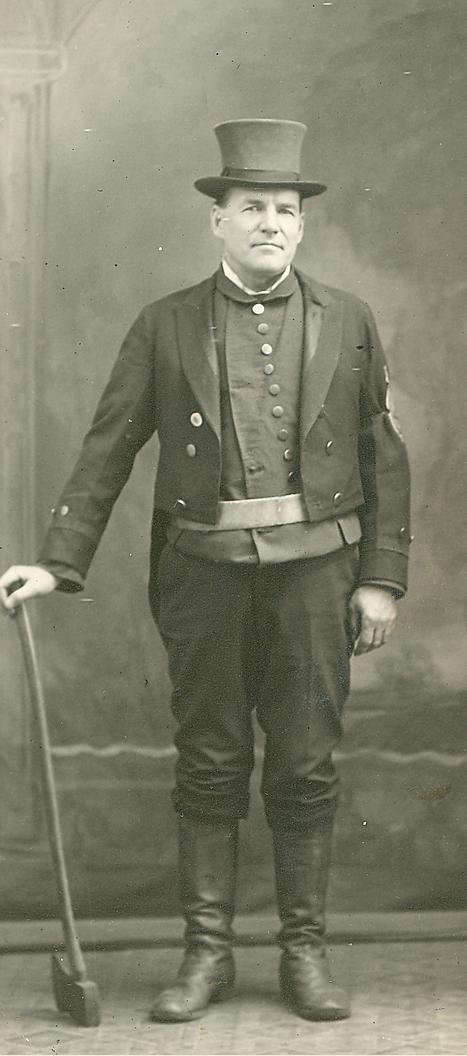
Tenue dans les années 1820

Sous le régime anglais, des marchands anglais se regroupent, sous forme d'associations appelées « Fire Clubs » afin de s’entraider en cas d’incendies. Ceux-ci s’offrent une aide mutuelle réservée uniquement aux membres du groupe. Au début du XIXe siècle, en plus des efforts déployés par les citoyens en général, des volontaires deviennent responsables du fonctionnement des pompes. Ils sont, en quelque sorte, les premiers pompiers montréalais. En 1829, à la suite des rivalités entre quelques associations de pompiers volontaires, une loi provinciale mène à la création d’une première compagnie officielle de volontaires formée pour lutter contre les incendies : la « Société du feu ».
Le Service de la prévention des incendies de la Ville de Montréal est créé en 1841 sous le nom du Département du feu, en vertu du règlement 31 adopté le 3 juin 1841 par le conseil de la Ville de Montréal. Joseph Russell Bronsdon, le chef permanent de la Brigade des incendies de Montréal, est le premier salarié du service des incendies. En 1848, lors d'une restructuration, le département du feu passe sous le contrôle et la direction du Comité du feu. Le département est composé de 284 pompiers volontaires. Du lot, seul l'ingénieur en chef est engagé à plein temps.
Le soir du 25 avril 1849, l'édifice du marché Sainte-Anne qui loge le Parlement du Canada-Uni est incendié par des émeutiers alors que les députés sont en session.
L'année 1852 marque l’un des épisodes les plus dévastateurs d’incendies de l’histoire de Montréal. Plusieurs incendies majeurs ont lieu au cours de l'année et qui ravagent au passage la maison de Paul de Chomedey, le premier séminaire des jésuites, le diocèse de Montréal, le palais épiscopal, la distillerie de la famille Molson et plus de 810 autres maisons. Près de 15 000 personnes perdent leur foyer soit le cinquième de la population de Montréal alors. Près de 25 pâtés de maisons furent anéantis.

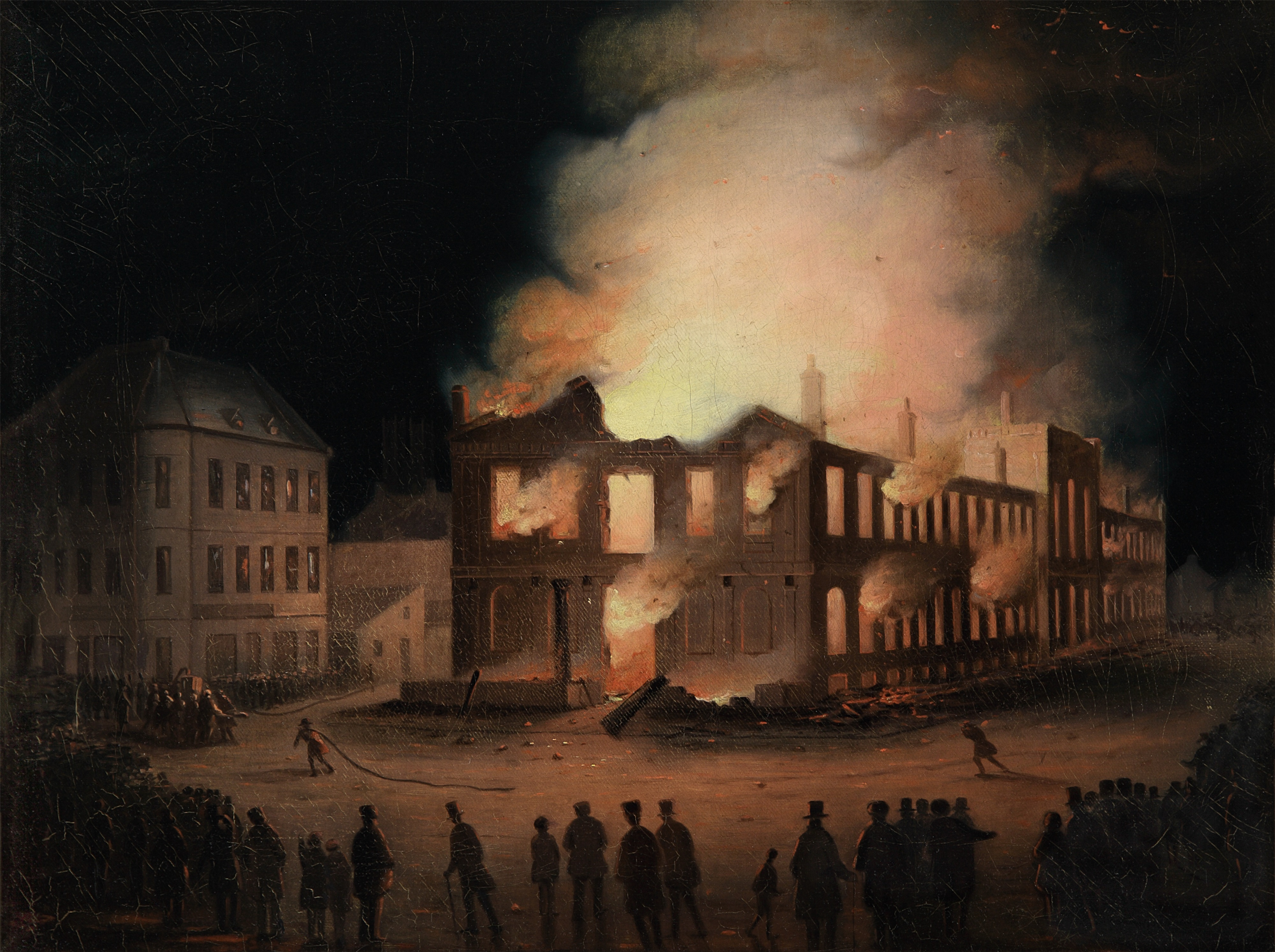
L'incendie de l'hôtel du Parlement à Montréal, 1849
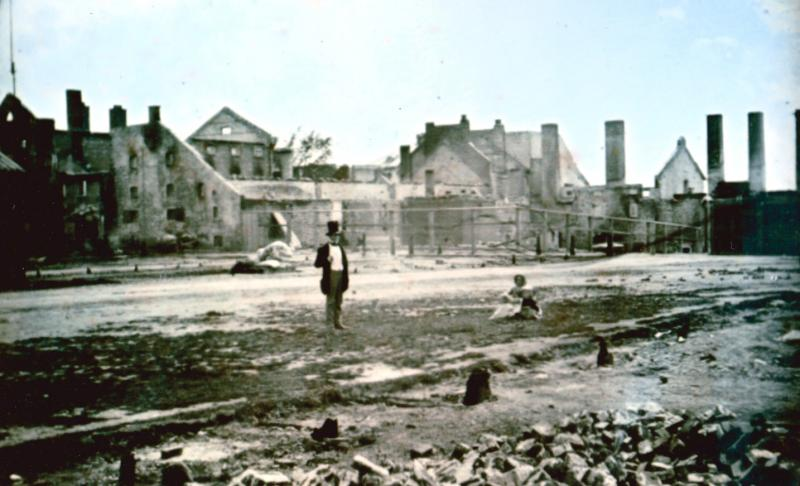
La brasserie Molson après le grand incendie de 1852
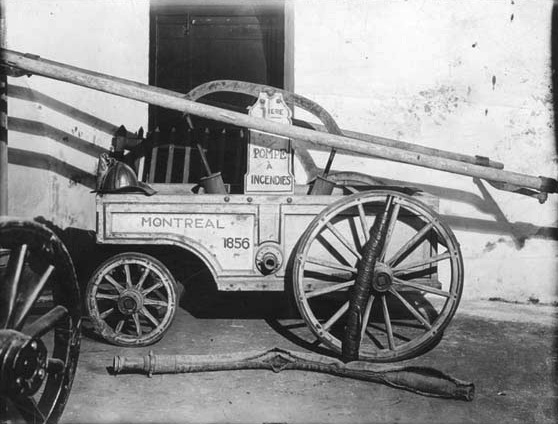
Première pompe à incendies, 1856

### L'époque héroïque (1863-1911)
En 1863, la structure de base du service des incendies de la Ville de Montréal est mise en place alors qu'un service centralisé et permanent est organisé autour d'une équipe de salariés dont le travail officiel est la lutte contre les incendies. Alexander Bertram en est le premier chef. Cette même année, on inaugure la caserne centrale qui se trouve au coin des rues Cheneville et Craig et on introduit le système des alarmes. En ce qui conserve la vision du service, il s'agit là d'une modification majeure. Avant 1863, les casernes avaient une fonction strictement utilitaire. Mais lors de la construction de la caserne no 1, on recourt à des architectes. Ce précédent devient une tradition qui donnera aux casernes une architecture pittoresque.
Les années 1870 marquent une nouvelle phase de croissance où la pompe à vapeur fait son apparition. Mais ces changements positifs amenés par les développements technologiques n'empêchent pas la pire tragédie en termes de pertes humaines de l'histoire de Montréal. En 1890, l’incendie de l’Asile Saint-Jean-de-Dieu coûte la vie à plus de 100 patients.

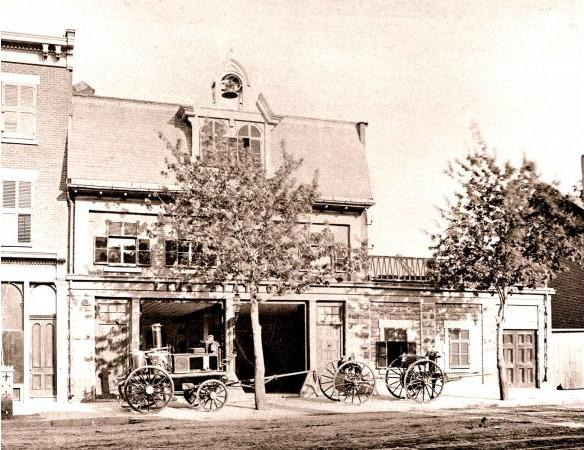
Première pompe à vapeur, 1871, caserne no. 5, rue Sainte-Catherine.
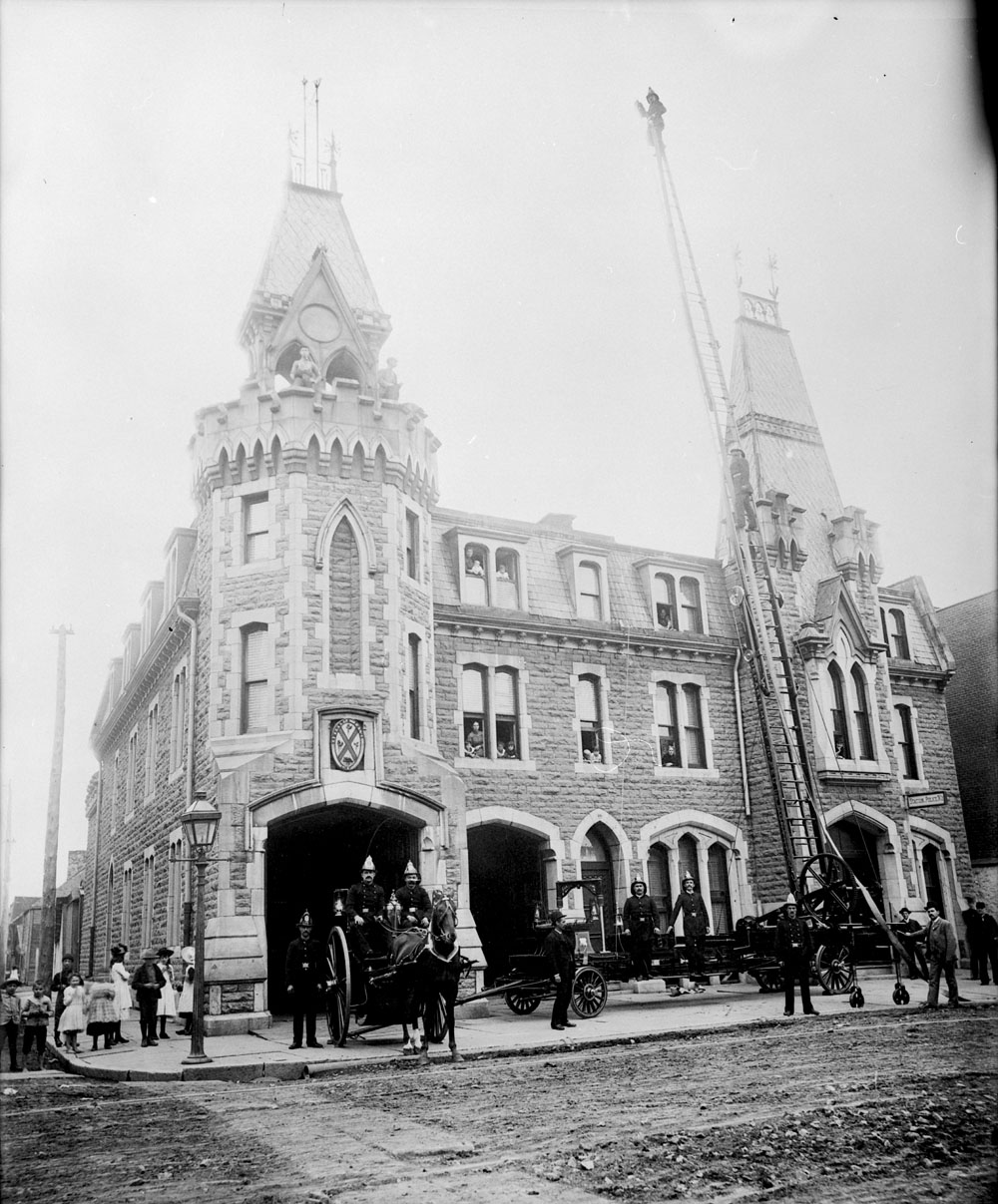
Le Service d’incendie de Montréal.
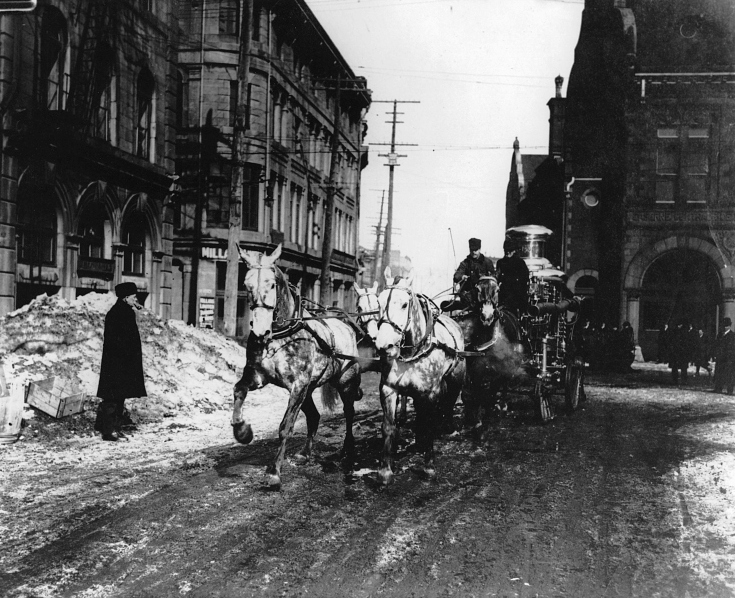
Pompe à incendie quittant la caserne de pompiers Youville, vers 1900[15].
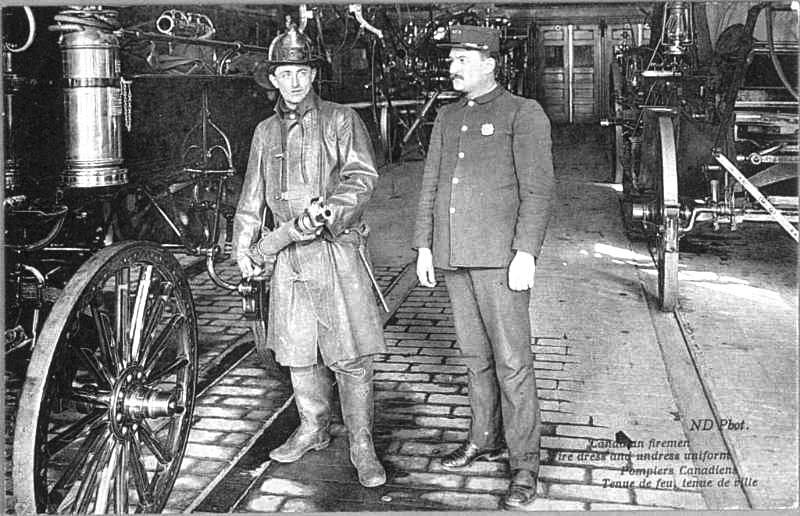
Tenue de feu, tenue de ville, 1908.
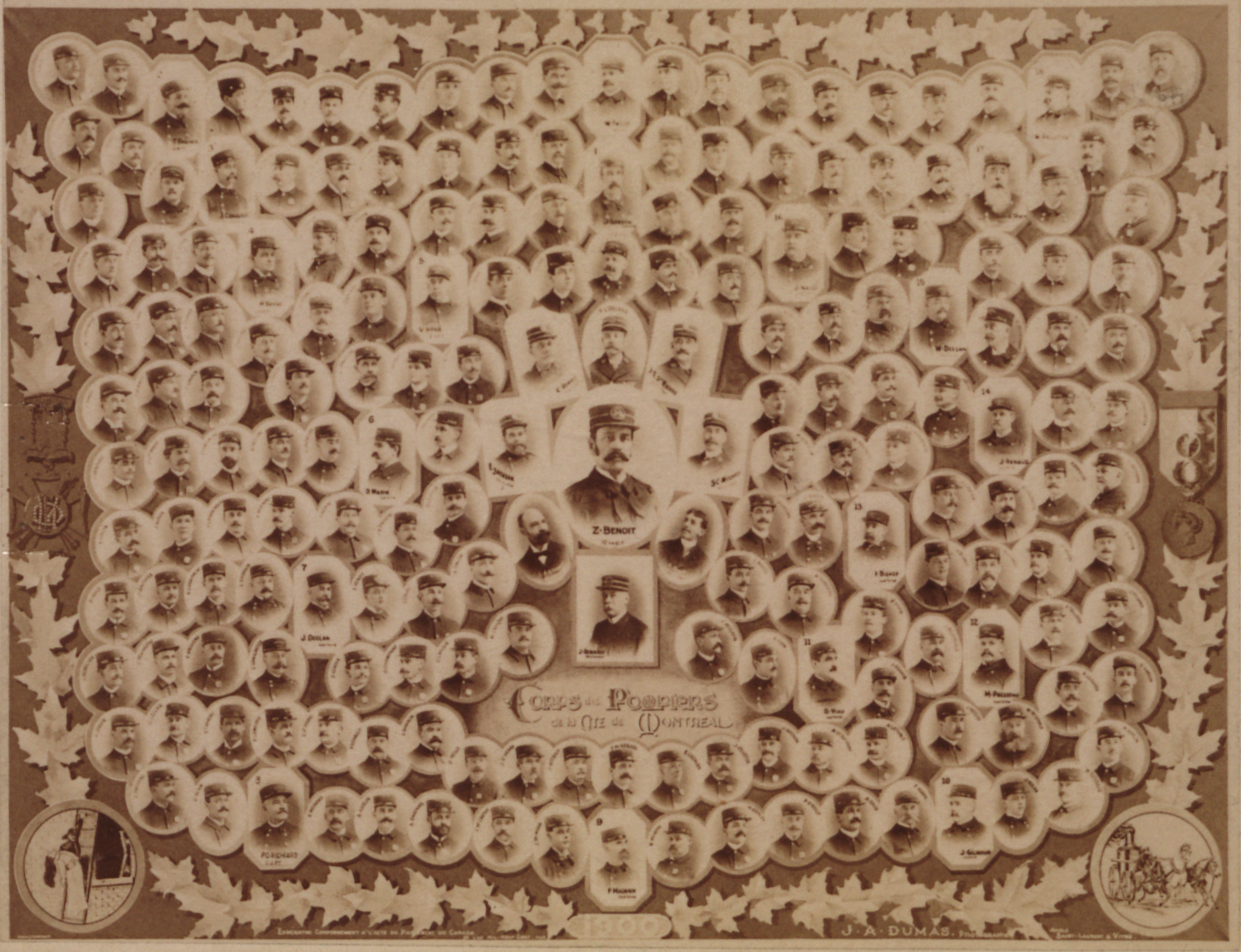
Corps des pompiers de la cité de Montréal, 1900.

### Les temps modernes (1911-1959)
En 1911, on introduit la voiture motorisée dans le service. Le maire Médéric Martin est contre l'idée. Le chef Joseph Tremblay doit donc prouver dès le lendemain toute la puissance et la supériorité des fourgons automobiles, en pleine tempête de neige. Cependant, il faut attendre le 31 janvier 1936 pour voir le remplacement définitif des chevaux au service par des «fourgons-automobiles». On prévoit de faire des économies d'au moins 10 000 $ par année.
En 1933, on inaugure l'actuel quartier général du 4040, avenue du Parc qui s'appelle alors la « centrale d'alarmes ». Sa construction a coûté 805 350 $. Ce n'est qu'en 1937 que la centrale d'alarmes et le quartier général des incendies occupent tous deux le 4040, avenue du Parc.

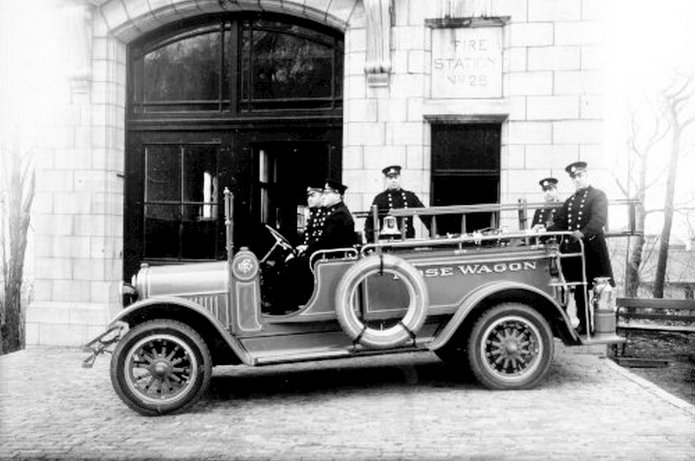
Premier véhicule motorisé.
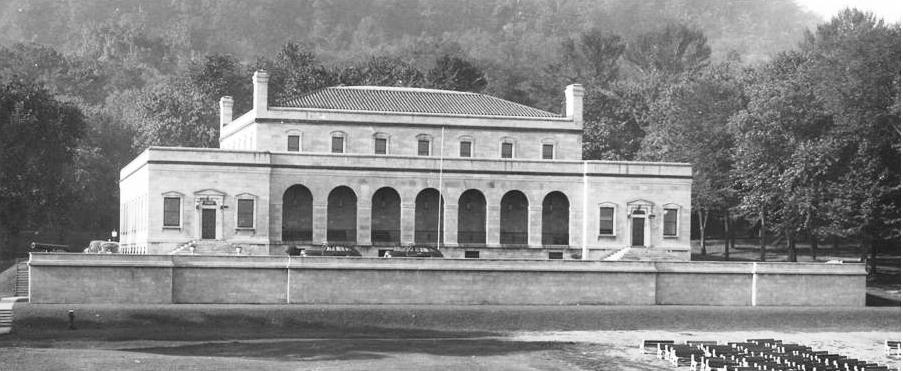
Centrale d'alarmes, 1933.
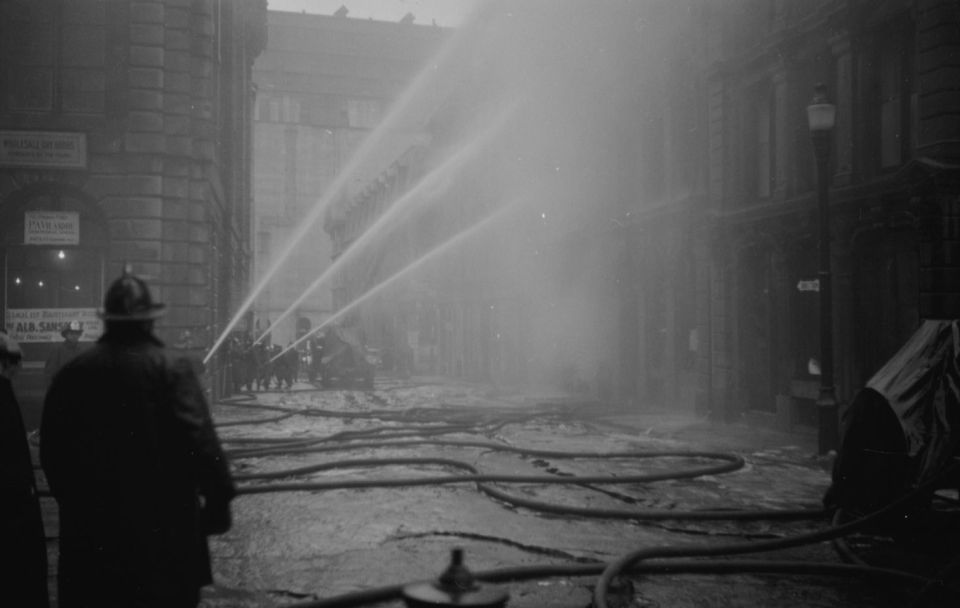
Pompiers combattant un incendie à l'usine de la Merck Chemical Co., située au 560, rue De Courcelle, le 5 avril 1937.
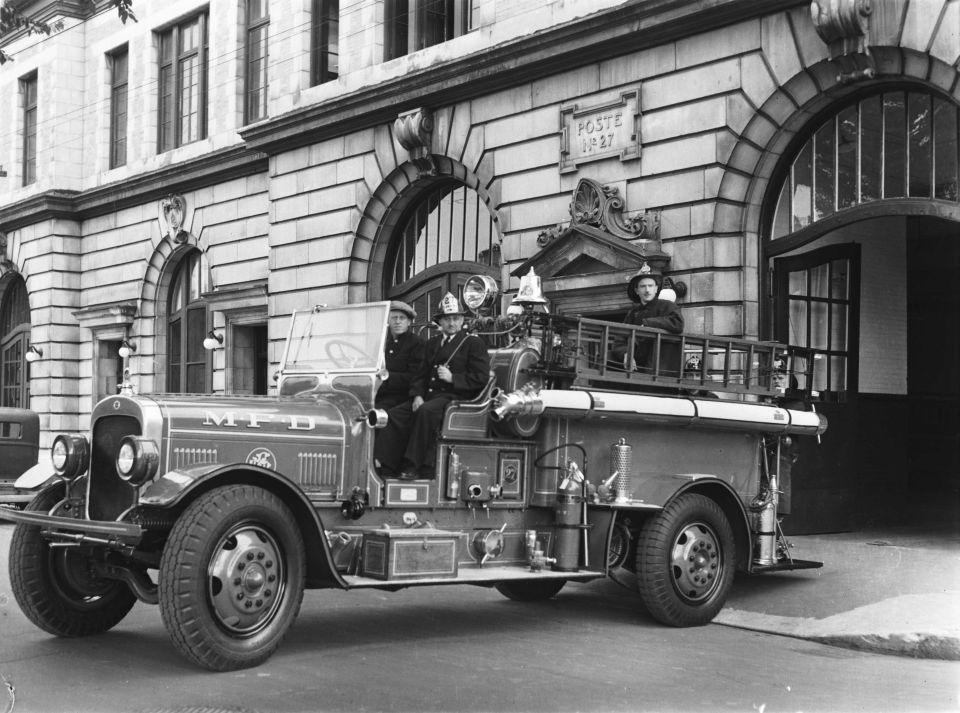
Pompiers dans un camion à incendie, devant la caserne 27 de la rue Gatineau à Montréal, en 1947.

Le SIM inaugure un Bureau de Prévention des incendies en 1912 sous la supervision de Jean Naud. En 1918, l'Union des pompiers de Montréal est créée en raison de la situation économique difficile des pompiers et de conditions de travail précaires. Une grève de 33 heures mène à la réduction des heures de travail de 141 à 84 heures semaine.
Le Québec est scandalisé par la mort de 78 enfants des suites de l'incendie du Laurier Palace, le 9 janvier 1927. Plusieurs commissions d'enquêtes se concluent sur une inculpation criminelle des propriétaires du théâtre Laurier Palace.
En 1946, le département des incendies innove en se dotant d'un système de radiotéléphone à triple direction qui permet d'obtenir sur les lieux des rapports sur les développements au cours d'incendies graves. Le directeur Raymond Paré souhaite également améliorer la formation et institue un programme d'instructions qui permet de rehausser le niveau général de compétence. Dans ce qu'on appelle le système Paré, la réussite d'examen permet les promotions.

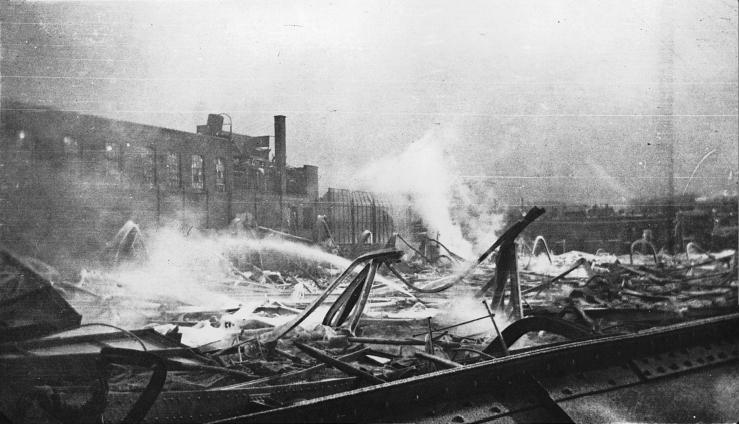
Incendie de l'aréna, à l'angle de Wood et de Western, Westmount, 1917
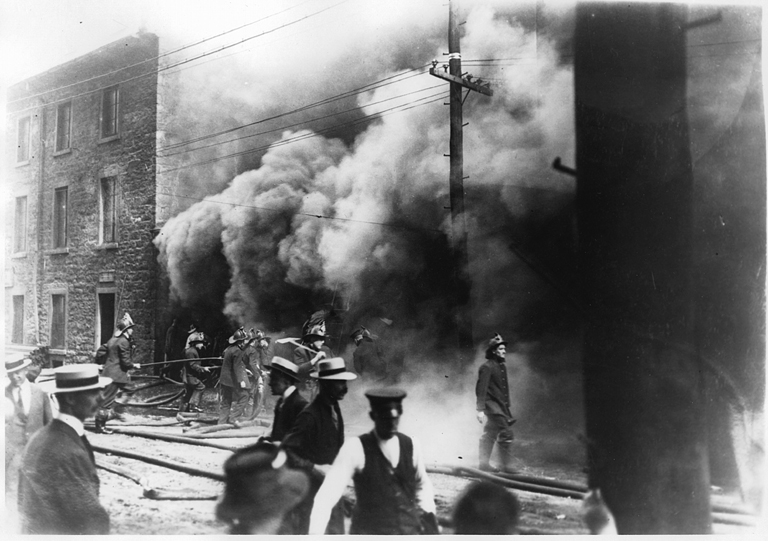
Pompiers au feu dans le port, vers 1920
Autopompe, vers 1930
Pompier, vers 1930
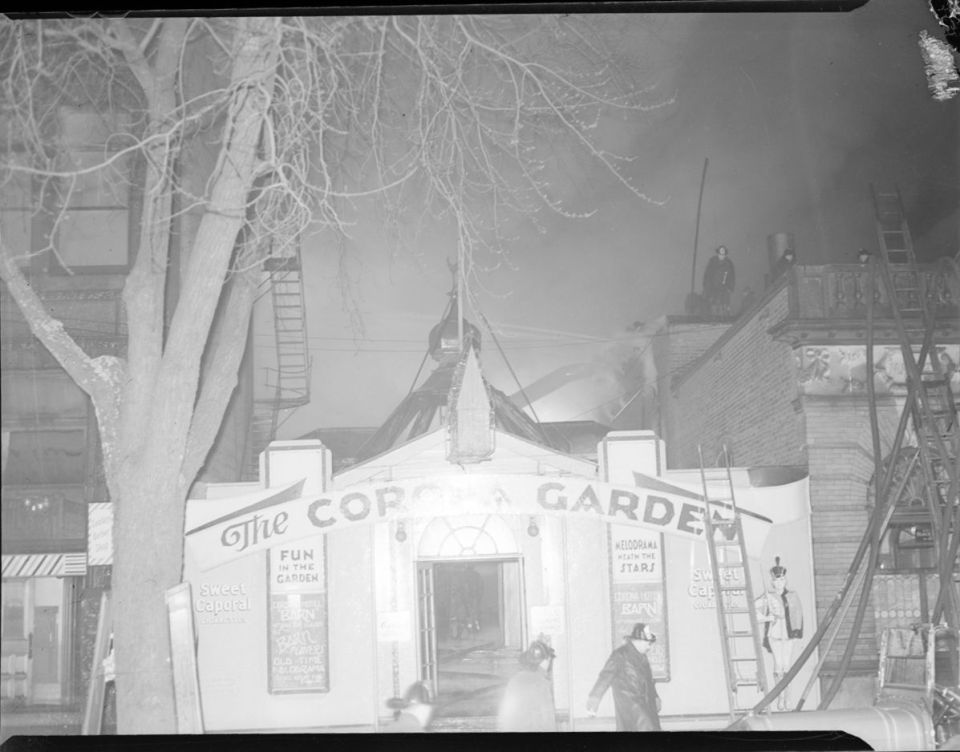
Incendie du Corona Garden au 2490, rue Notre-Dame Ouest, Montréal, le 27 mars 1938.
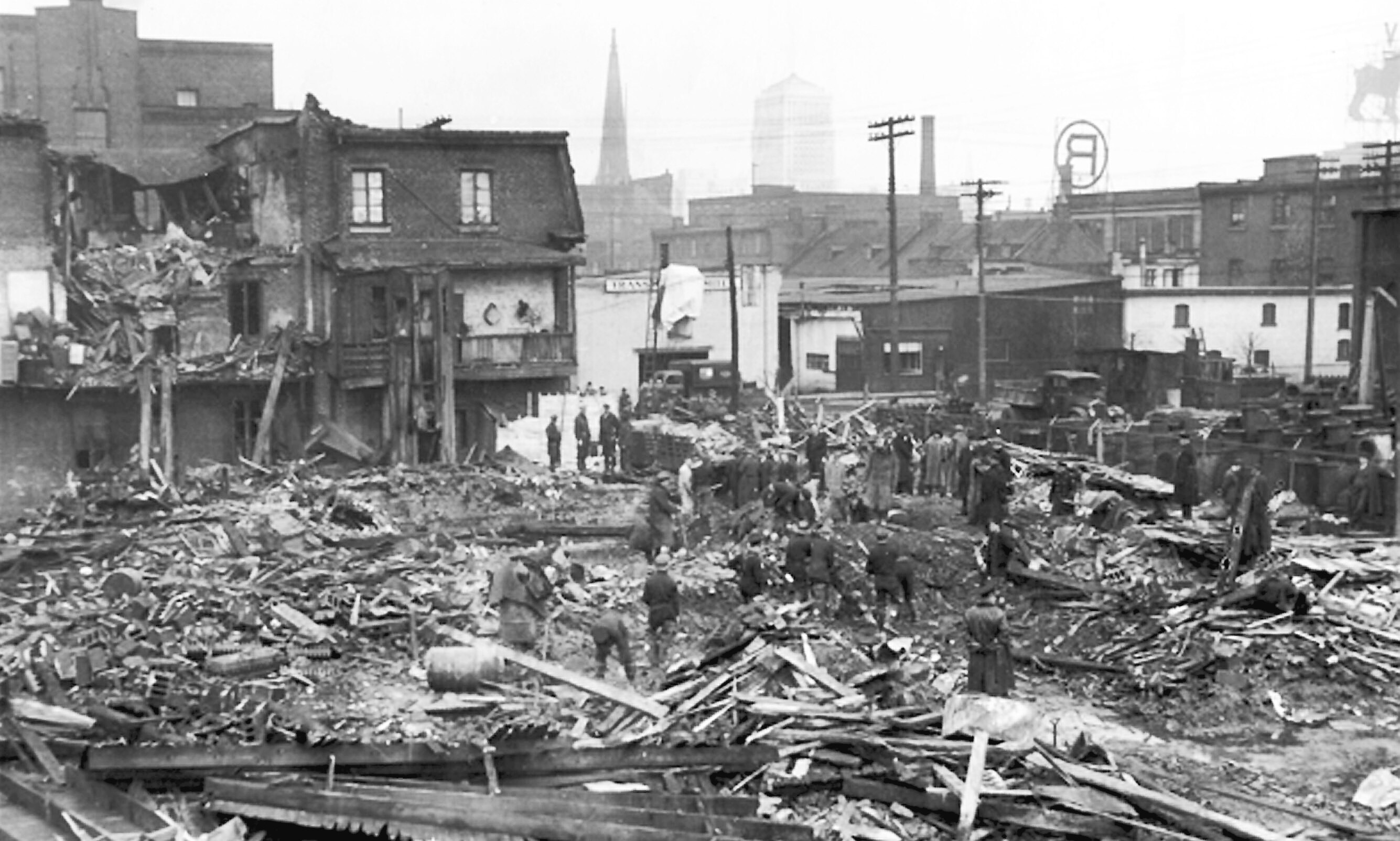
Pompiers à l’œuvre après le crash d’un bombardier B-24 Liberator dans Griffintown, le 25 avril 1944.

### Les temps changent (1960-2012)
La Révolution tranquille a aussi son impact sur le SIM. La sécurité publique ne doit plus mettre en danger la sécurité des pompiers. En 1974, une grève illégale d’une fin de semaine donne lieu à un violent bras de fer entre l'Association des pompiers de Montréal et l’administration du maire Jean Drapeau. Connue sous le nom de « week-end rouge », cette grève est le théâtre d’intenses négociations alors que pas moins de 18 incendies, dont 14 d’origine criminelle, commanderont une résolution rapide du conflit. Lors de cette grêve, dans le quartier Centre-Sud, un quadrilatère entier est anéanti par le feu entre les rues Wolfe, Amherst, Sherbrooke et Ontario.
En 1979, le service retire définitivement du paysage urbain les boîtes rouges qui permettent de donner l'alerte au niveau de la rue. D'une part, parce que les demandes de secours sont maintenant transmises dans une large proportion par téléphone et d'autre part, parce que le nombre de fausses alertes est préoccupant.
En 1986, un incendie spectaculaire ravage la tour à bureaux de la Place Alexis-Nihon. Les pertes seront évaluées à 100 millions de dollars sans pour autant faire aucune victime. Le service sera blâmé par la Cour d'appel du Québec pour certaines défaillances lors de l'opération .
Pendant la crise du verglas de 1998, le service assume un rôle majeur de coordonnateur.
En 2002, après la fusion des services d’incendie de l’île de Montréal, le nouveau service porte le nom de « Service de sécurité incendie de Montréal ».
En 2006, après un référendum, certaines municipalités de banlieue ont été en partie reconstituées. Pour les services généraux, tel le service de sécurité incendie, est créée une instance politique commune appelée « agglomération de Montréal ».
En 2010, le SIM, avec son Schéma de couverture de risque fait de la prévention l'une de ses pierres angulaires en ciblant les îlots à risque. Conséquemment, plusieurs actions sont prises, notamment la fermeture, la construction et la rénovation de casernes, ainsi que le déplacement de ressources pour maximiser l'efficacité au feu .

### Une nouvelle ère (2013 à aujourd'hui)
Le service fête son 150e anniversaire de fondation en 2013 et souligne l’évènement en mettant en lumière certains moments marquants de son histoire, notamment l'Incendie de l'hôtel de ville de Montréal,
l'Incendie du Laurier Palace, l'Incendie du Blue Bird ,.
En 2017, les Jeux mondiaux des policiers et pompiers auraient pu avoir lieu à Montréal. La Ville de Montréal accordait le 16 janvier 2013 un soutien financier de 650 000 $ et un soutien en biens et services de 510 000 $. Mais le 19 mars 2016, la Ville de Montréal se retire de l'organisation des Jeux, à la suite des moyens de pression de ses pompiers à l'égard du non-respect de leur convention collective, sur la caisse de retraite des employés.

### Décès en devoir
Au total, ce sont 130 pompiers qui sont décédés en devoir dans le cadre de 97 événements.

#### Lieutenant René Massé (1990)
Le 20 décembre 1990, le lieutenant René Massé meurt en service lors d’un incendie survenu dans un immeuble désaffecté situé à l’angle des rues Saint-Hubert et René-Lévesque. Âgé de 35 ans, il comptait 15 années de service au sein du Service de la prévention des incendies de la Ville de Montréal (SPIM). Appelé à intervenir sur un bâtiment de trois étages fortement dégradé, le SPIM ordonne à une équipe de passer d’une attaque défensive à une attaque offensive. Cinq pompiers entrent dans l’édifice, mais moins d’une minute plus tard, les planchers s’effondrent. Si plusieurs pompiers parviennent à s’en tirer, le lieutenant Massé reste coincé sous les décombres pendant près de deux heures. Ses collègues pompiers parviennent à maintenir le contact avec lui et ils lui administrent de l’oxygène, mais il succombe à ses blessures trois heures après son transport à l’Hôpital Saint-Luc,.
L’immeuble en cause était abandonné depuis deux ans. L’enquête du coroner et celle de la CSST révèlent de nombreuses lacunes dans les pratiques du SPIM. Le Tribunal du travail conclut que le service a compromis la sécurité de ses employés en omettant de fournir l'information disponible sur l’état du bâtiment à l’équipe déployée sur le terrain et en n’établissant pas de procédures adaptées aux interventions dans les édifices vacants,. Le SPIM est reconnu coupable d’avoir contrevenu à la Loi sur la santé et la sécurité du travail et devient passible d’une amende.
L’Association des pompiers de Montréal dénonce alors l’envoi d’équipes dans des bâtiments à risque lorsque aucune vie humaine n’est en danger. L’organisation réclame des protocoles spécifiques pour les édifices désaffectés, plaidant pour une approche plus prudente afin d’éviter de nouvelles tragédies,. Un homme sans domicile fixe, Yves Crevier, est par ailleurs accusé d’homicide involontaire pour avoir allumé l’incendie de manière délibérée,.

#### Capitaine Marcel Marleau (2006)
Le 21 janvier 2006, le capitaine Marcel Marleau trouve la mort lors d’un incendie survenu dans un immeuble à logements de la rue Langelier, dans l’arrondissement de Montréal-Nord. Âgé de 47 ans et comptant 28 années de service, il devient le premier pompier montréalais à périr en devoir depuis 1990. L'incendie, qui éclate vers 3 h 40 du matin, mobilise environ 125 pompiers, dont le capitaine Marleau, alors affecté à la caserne 14. Selon l’enquête subséquente de la CSST, le feu prend naissance dans un divan appuyé contre une unité de chauffage. L’accumulation de chaleur provoque une pyrolyse lente suivie d’une inflammation soudaine des gaz combustibles, qui se propagent rapidement au plafond de l’appartement. Durant l’intervention, le capitaine Marleau laisse la partie faciale de son appareil de protection respiratoire individuel autonome (APRIA) sur son épaule. Au moment où le feu s'engouffre dans la pièce, il est atteint au visage par les flammes. Il tente de se replier vers la cuisine, mais est retrouvé sans vie, décédé par asphyxie.
Très respecté au sein du corps, Marleau avait été décoré à plusieurs reprises pour des actes de bravoure, et s’était porté volontaire pour remplacer un collègue lors de ce quart de travail. Ses funérailles ont lieu le 26 janvier à la basilique Notre-Dame de Montréal, en présence de plus de 4 000 personnes, dont des pompiers venus de partout au pays, ainsi que de nombreux dignitaires, parmi lesquels le premier ministre du Québec, Jean Charest. En son honneur, les drapeaux sont mis en berne sur plusieurs édifices municipaux et gouvernementaux, et les pompiers du SIM arborent un écusson commémoratif sur leur casque,.

#### Pompier Thierry Godfrind (2012)
Le 13 juillet 2012, le pompier Thierry Godfrind meurt en service après avoir été heurté par le camion-pompe de sa propre équipe lors d’une intervention dans l’arrondissement de Saint-Laurent. Godfrind avait été embauché par la Ville de Montréal en 2010. L'appel reçu au 911 concernait un résident enfermé à l’extérieur de son logement alors que son repas cuisait sur le four. Trois camions de différentes casernes se déploient sur les lieux, et c’est au cours de ces manœuvres que l'accident survient. Godfrind se trouve derrière le véhicule 242 lorsque celui-ci effectue une manœuvre de recul, le heurtant mortellement au niveau du torse,.
À la suite de l’événement, la CSST conclut que la Ville de Montréal a compromis la santé et la sécurité de ses employés. Deux lacunes majeures sont relevées : l’absence de plan de déploiement clair pour les interventions sur le terrain, et la présence du pompier dans la zone de recul sans mesures de prévention efficaces. L’organisme rappelle qu’une alarme de recul ne suffit pas à assurer la sécurité, et insiste sur la nécessité d’un guide visible par le conducteur, lequel doit immédiatement immobiliser le véhicule s’il perd le contact visuel avec ce guide. En réponse, le Service de sécurité incendie de Montréal modifie ses procédures : bien que les camions soient déjà équipés de caméras depuis 2010, la présence d’un guide est désormais obligatoire lors des manœuvres de recul.

#### Pompier Pierre Lacroix (2021)
Le 17 octobre 2021, le pompier Pierre Lacroix, âgé de 58 ans, a tragiquement perdu la vie lors d’une opération de sauvetage nautique dans les rapides de Lachine. Alors qu’il intervenait avec trois collègues pour secourir deux plaisanciers en détresse, l’embarcation des pompiers a chaviré. Trois des quatre pompiers ont pu être secourus rapidement, mais Pierre Lacroix s’est retrouvé piégé sous le bateau submergé. Son corps a été retrouvé le lendemain matin,.
Cet incident a mis en lumière des lacunes importantes dans la sécurité des interventions nautiques au sein du SIM. Un rapport de la coroner Géhane Kamel a souligné des défaillances dans la formation des pompiers, le choix des équipements et l’absence de plan d’action clair pour les interventions en eaux vives. La coroner a formulé 25 recommandations pour éviter que de tels drames ne se reproduisent, incluant une meilleure formation et une révision des zones d’intervention,.
L’embarcation utilisée, un modèle HammerHead, avait déjà été impliquée dans deux chavirements avant cet événement. Ces bateaux, supposés insubmersibles, ont été retirés des casernes en 2022 à la suite des enquêtes,. La Ville de Montréal a reconnu sa responsabilité dans cet incident et a été condamnée à payer une amende en vertu de la Loi sur la santé et la sécurité du travail.
En hommage à Pierre Lacroix, des funérailles ont eu lieu à la basilique Notre-Dame de Montréal, rassemblant des milliers de pompiers venus de partout en Amérique du Nord.

## Casernes
Dès 1734, l'intendant Gilles Hocquart ordonne une structure établie pour combattre le feu en se dotant d'équipement entreposé dans quelques endroits stratégiques pour permettre de mieux combattre le feu. Au milieu du XIXe, des marchands, assureurs et autres citoyens se regroupent pour former des compagnies. Mais c'est seulement à partir de 1863 que les casernes sont numérotées par un système qui existe encore aujourd'hui,,.
- Caserne 1 : fermée
  - Construite en 1862-1863, elle était située au 121, rue Craig ouest (rue Saint-Antoine) jusqu'en 1904 (alors qu'elle devient la caserne 20).
  - En 1905, construction de la nouvelle caserne 1 au 335, place d'Youville. Elle demeure en opération jusqu'en 1972. Aujourd'hui, le Centre d'histoire de Montréal occupe l'ancienne caserne.

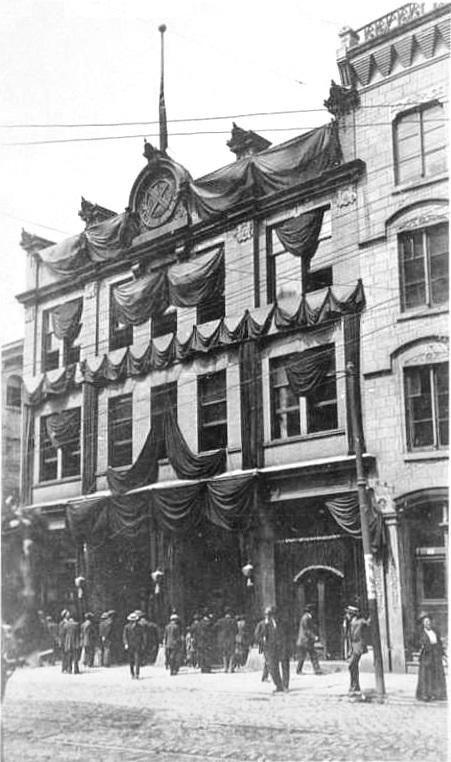
Caserne 1, rue Craig
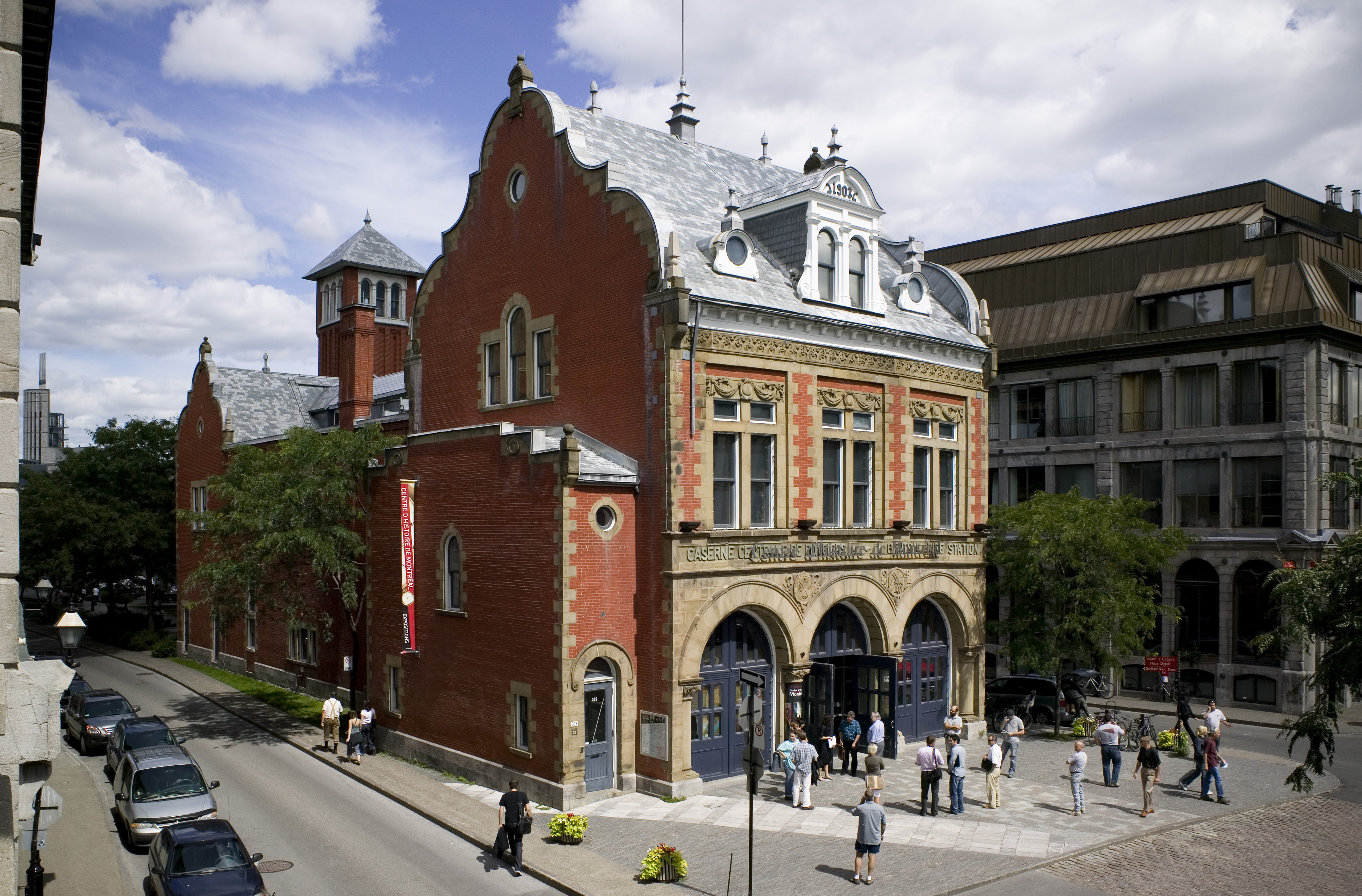
Caserne no 1 à la place d'Youville
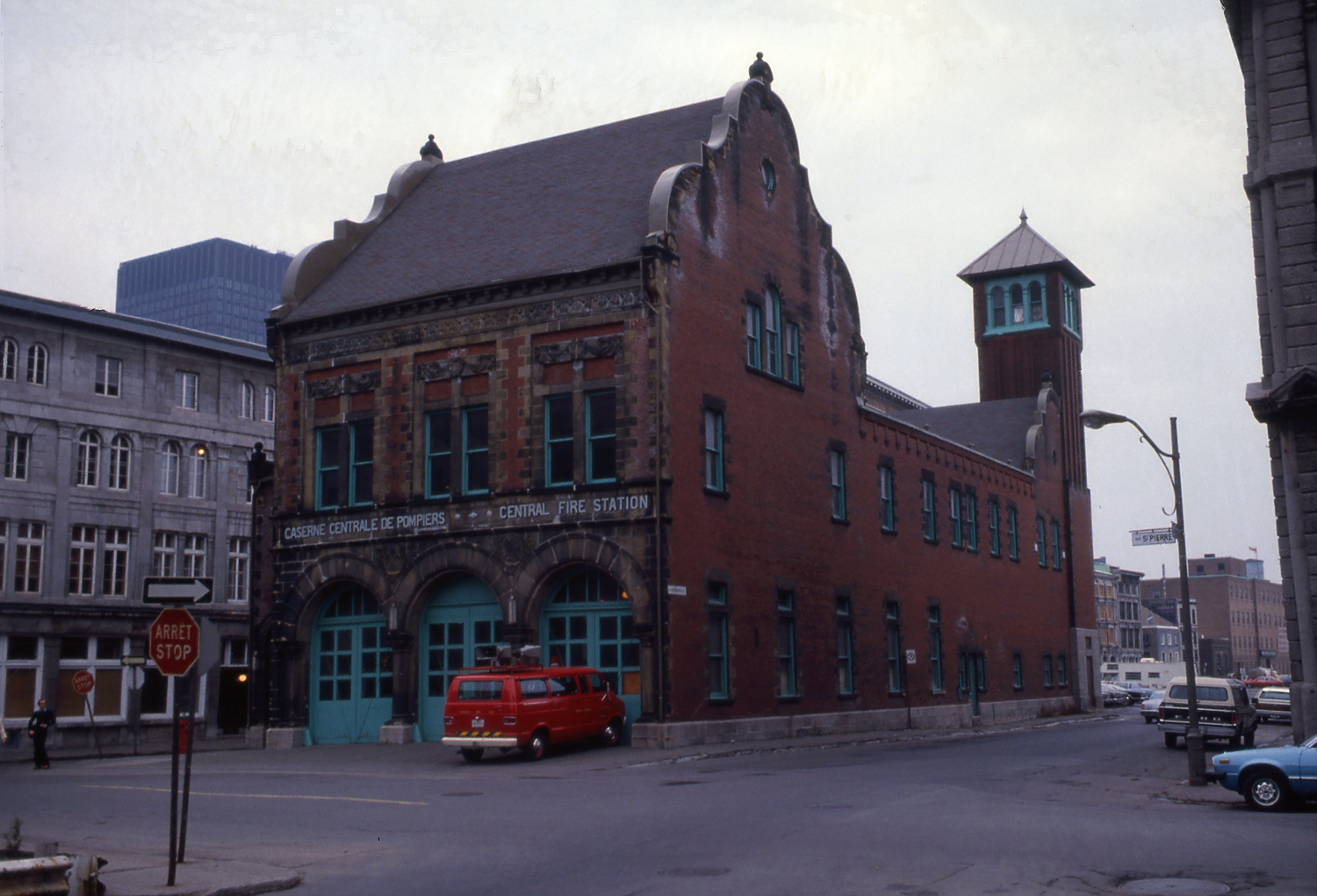
Ancienne caserne centrale des pompiers (caserne 1), 335, rue Saint-Pierre, Montréal, en 1979.

- Caserne 2 (saisonnière) : 10, chemin Tour de l’Île, Île Sainte-Hélène 45° 31′ 08″ N, 73° 32′ 05″ O
  - À l'origine, elle est construite en 1851 sur la place de la Cour sur la rue Notre-Dame jusqu'en 1872
  - En 1872, inauguration d'une nouvelle caserne au 448, rue Saint-Gabriel [57]. Elle ferme en 1939.
  - En 1967, la caserne construite dans le cadre de l'Exposition universelle de 1967 devient la caserne no. 2.
  - En 1988, un ancien poste de police devient une caserne opérationnelle seulement durant la période estivale.

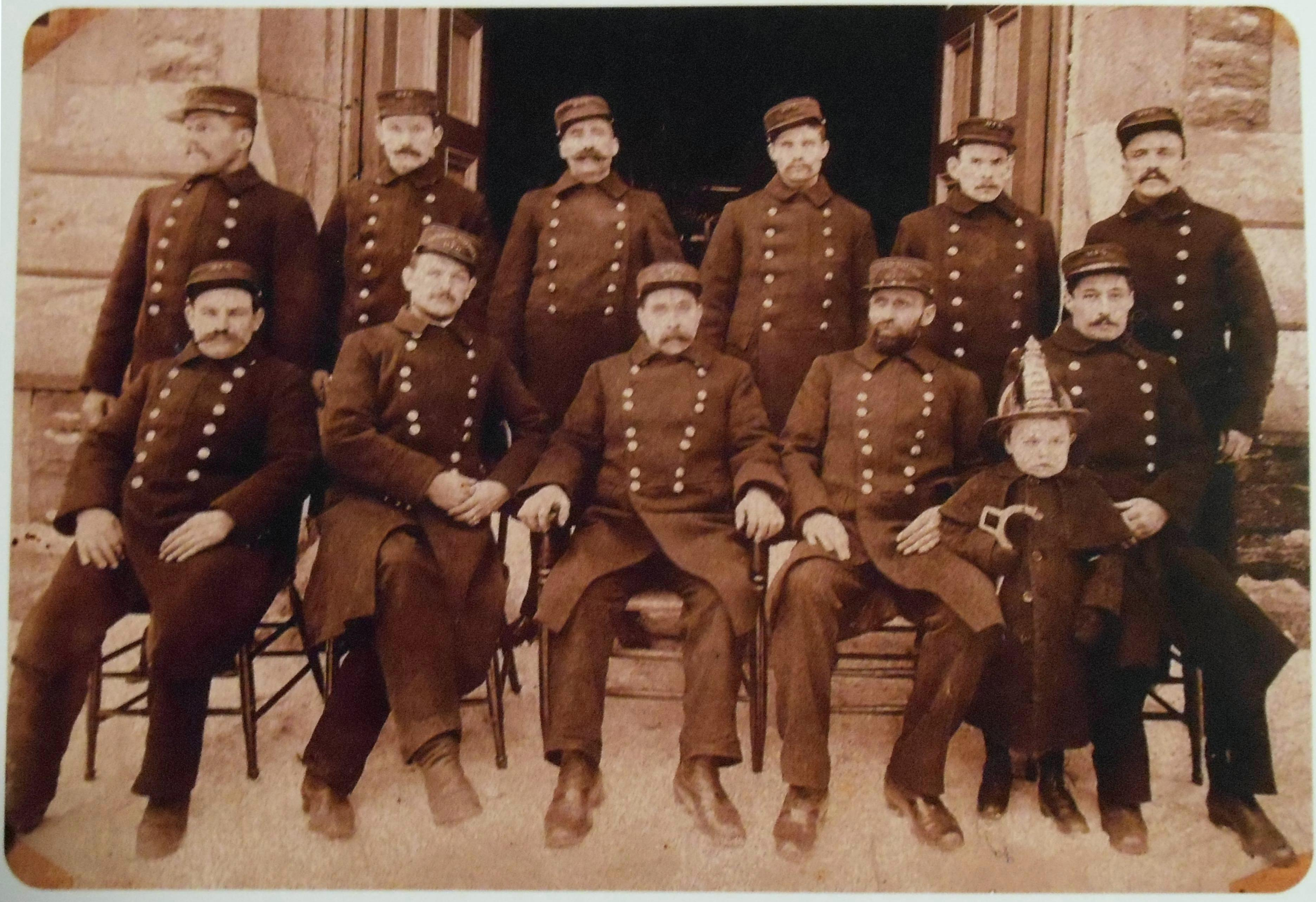
Devant la caserne 2, en 1890
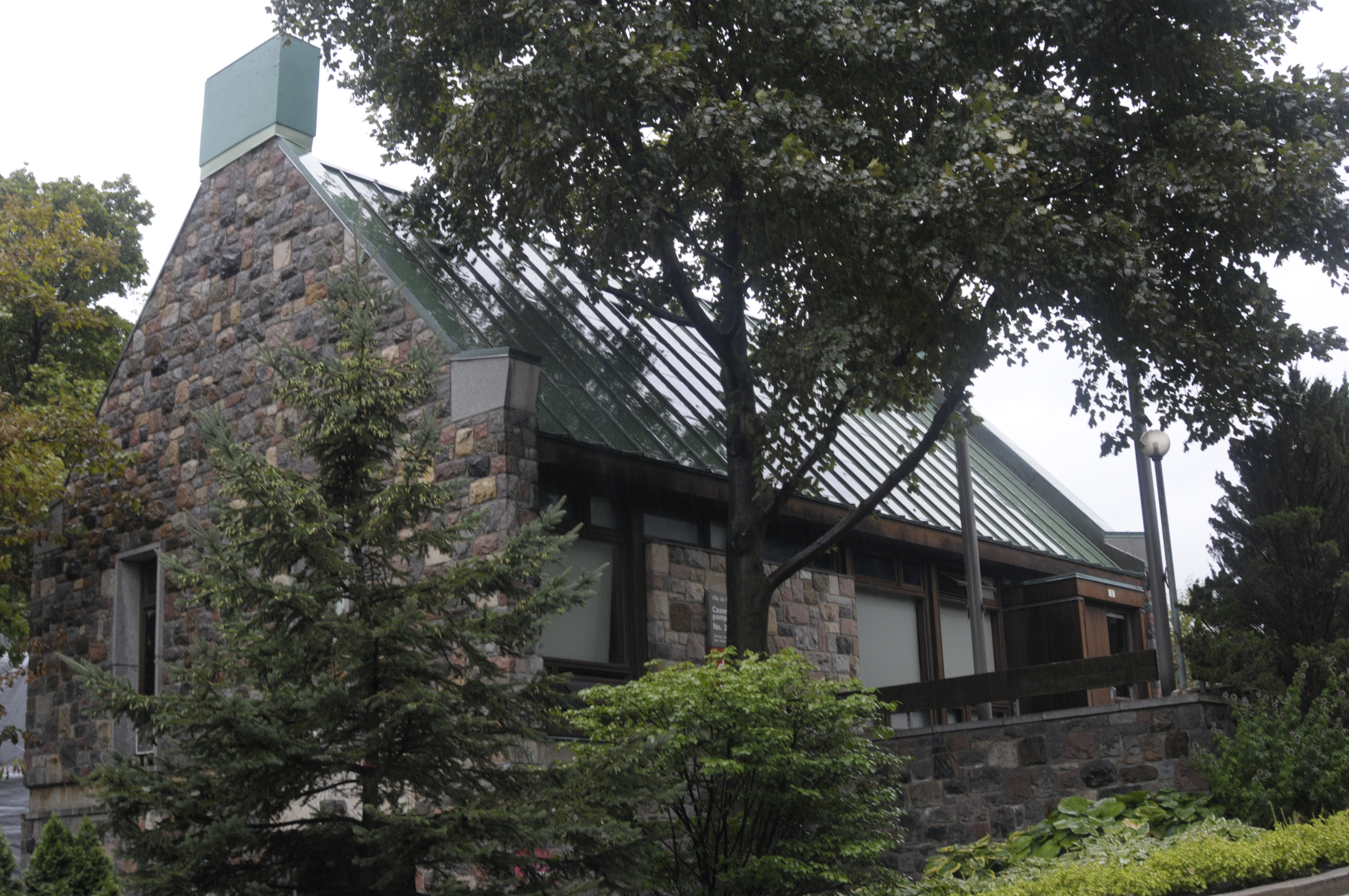
Caserne 2, Île Sainte-Hélène

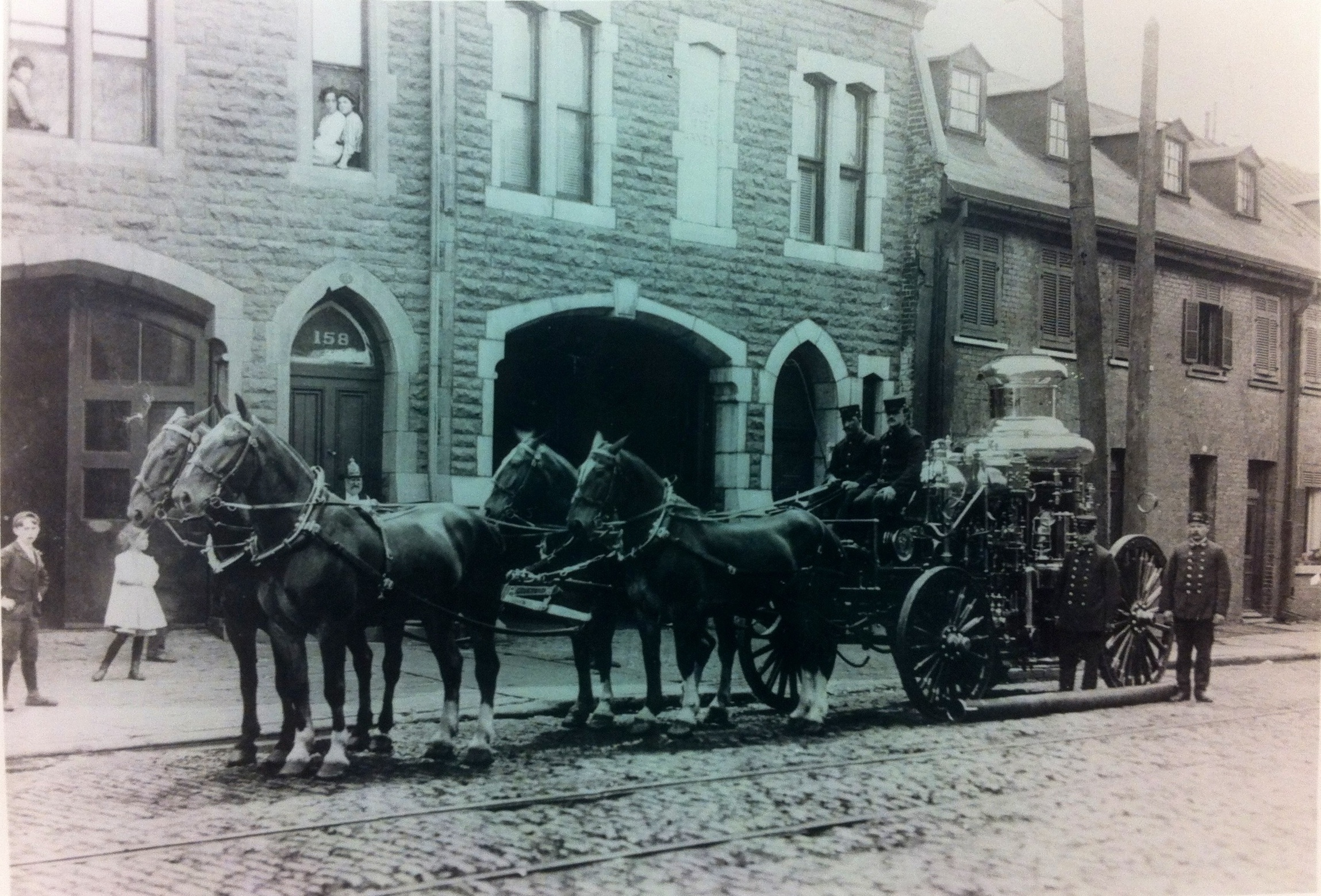
Caserne 3, rue Wellington, vers 1900

- Caserne 3[58] : 256, rue Young, Griffintown 45° 29′ 36″ N, 73° 33′ 37″ O
  - Déjà utilisée depuis 1843 par les pompiers volontaires, elle devient la caserne 3 en 1863. Située sur la rue Wellington, à l'intersection Dalhousie jusqu'à 1871.
  - En 1872, inauguration de la nouvelle caserne 3, construite au même endroit, au 154 rue Wellington. Elle ferme en 1914.
  - En 1914, inauguration de la nouvelle caserne au 1139 rue Young (adresse a changé depuis). Elle est toujours en fonction.

- Caserne 4[59] : 5260, rue Van Horne, Côte-des-Neiges 45° 29′ 24″ N, 73° 38′ 30″ O
  - Construite en 1857 au square Chaboilez, près des rues Notre-Dame et de la Cathédrale. Elle est démolie en 1884
  - Inaugurée en 1885, cette nouvelle caserne est située au même endroit que la précédente, soit le 967 square Chaboilez. Elle ferme en 1934
  - Inaugurée en 1952, cette caserne est toujours en fonction.

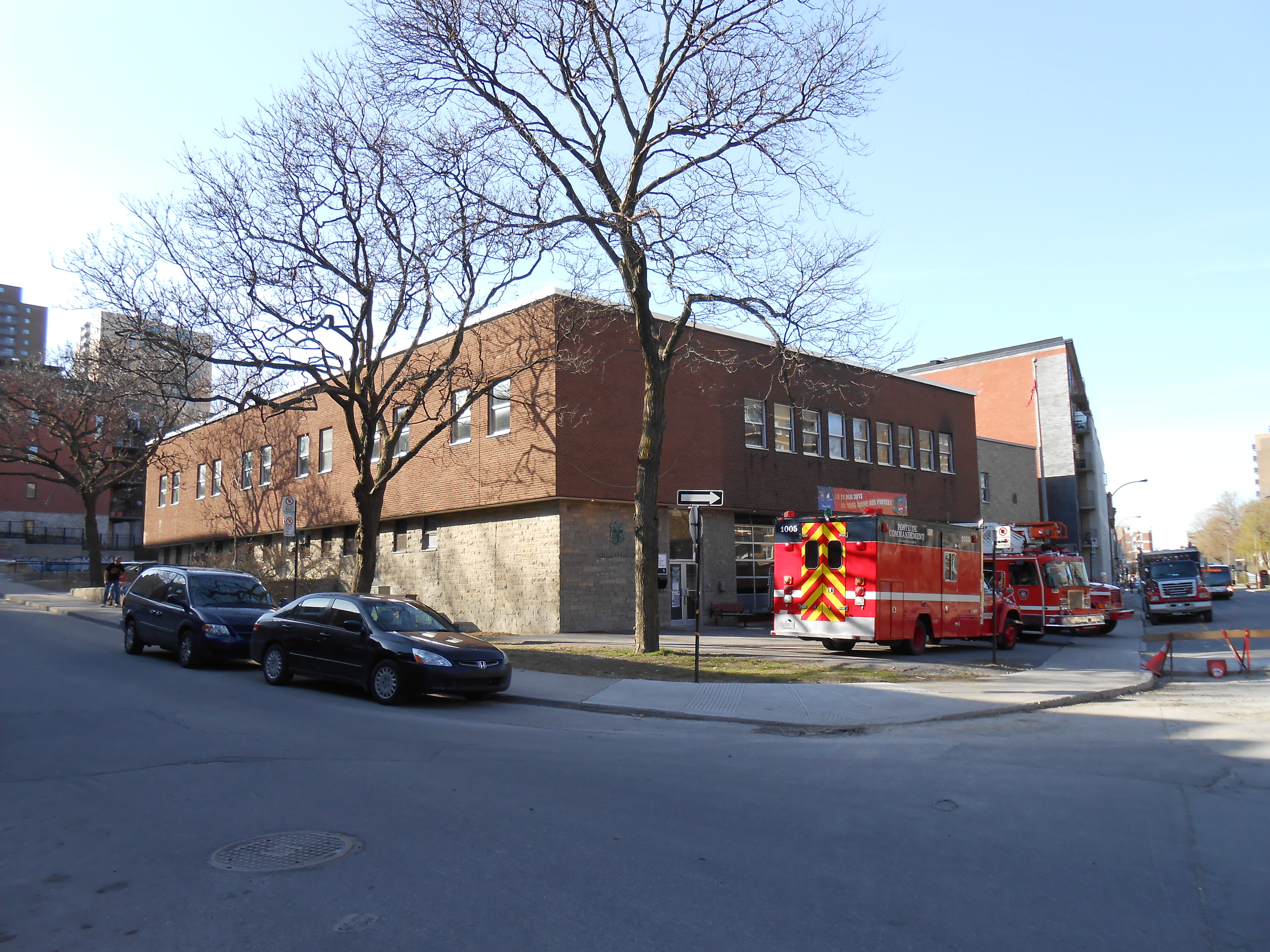
Caserne 5, au 75, rue Ontario Est

- Caserne 5 : 75, rue Ontario Est, Ville-Marie 45° 30′ 44″ N, 73° 34′ 01″ O
  - Construite en 1859 au 2120 rue Sainte-Catherine jusqu'en 1908.
  - La nouvelle caserne est inaugurée en 1908 et ferme en 1964. Elle est située alors au 235, rue Berthelet.
  - La nouvelle caserne est inaugurée au 75 en 1964 et est toujours en opération.

- Caserne 6: 205, rue Ontario Est, Ville-Marie 45° 30′ 49″ N, 73° 34′ 00″ O , a été fusionnée avec la caserne 5 dans le nouveau bâtiment construit au 75, rue Ontario Est en 1964[60].
- Caserne 7: 1217, rue Notre-Dame Est, Montréal 45° 30′ 58″ N, 73° 32′ 59″ O , a été inaugurée en 1899 et fermée en 1984[61]. Le bâtiment a été entièrement restauré vers 2010[réf. souhaitée].

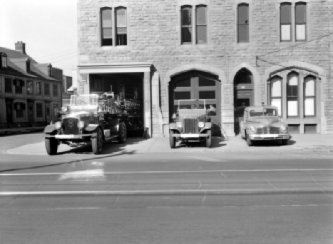
Caserne 8 en octobre 1946

- Caserne 8 : 11371, rue Notre-Dame Est, Montréal-Est 45° 37′ 54″ N, 73° 29′ 47″ O
- Caserne 9 : 8100, boulevard Saint-Michel, Saint-Michel (Montréal) 45° 33′ 49″ N, 73° 36′ 37″ O

Pompiers devant la caserne 10 en 1938

- Caserne 10 : 1445, rue Saint-Mathieu, Ville-Marie 73° 34′ 49″ S, 45° 29′ 40″ E, inaugurée en 1876, elle était d'abord située au 1625, rue Sainte-Catherine. Elle ferme et est vendu en 1931[62]. La nouvelle caserne 10 est inaugurée cette même année au 1445, rue Saint-Mathieu. Elle est toujours en opération.
- Caserne 11 : 1214, rue Ontario Est, Ville-Marie 45° 31′ 17″ N, 73° 33′ 43″ O , qui est fermée depuis plusieurs années[63].
- Caserne 12: 512, rue des Seigneurs, Griffintown 45° 29′ 17″ N, 73° 34′ 10″ O , jugée vétuste et devenue superflue en raison de la couverture adéquate assurée par les casernes avoisinantes, elle est fermée en 1961 sur recommandation du directeur du service des incendies, le chef Armand Durette[64].
- Caserne 13: 3250, rue Sainte-Catherine Est, Hochelaga-Maisonneuve 45° 32′ 24″ N, 73° 32′ 25″ O
- Caserne 14: 8216, boul. Maurice-Duplessis, Rivière-des-Prairies 45° 38′ 01″ N, 73° 35′ 10″ O

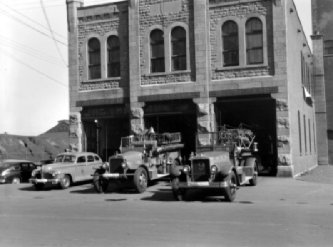
Caserne 15 en octobre 1946

- Caserne 15 : 1255, rue Richmond, Pointe-Saint-Charles 45° 29′ 04″ N, 73° 33′ 39″ O
- Caserne 16 : 1041, rue Rachel Est, Plateau-Mont-Royal 45° 31′ 33″ N, 73° 34′ 30″ O
- Caserne 17 : 4240, rue Charleroi, Montréal-Nord 45° 35′ 36″ N, 73° 38′ 14″ O
- Caserne 18 : 12012, boul. Rolland, Montréal-Nord 45° 37′ 00″ N, 73° 37′ 17″ O
- Caserne 19 : 2000, avenue De Lorimier, Centre-Sud 45° 31′ 41″ N, 73° 33′ 29″ O
- Caserne 20 : 920, rue Saint-Urbain, Ville-Marie 45° 30′ 21″ N, 73° 33′ 33″ O
- Caserne 21 : 6025, boul. Lavoisier, Saint-Léonard (Montréal) 45° 35′ 50″ N, 73° 36′ 01″ O
- Caserne 22 : 5455, rue Antonio-Dagenais, Saint-Léonard (Montréal) 45° 34′ 58″ N, 73° 35′ 10″ O

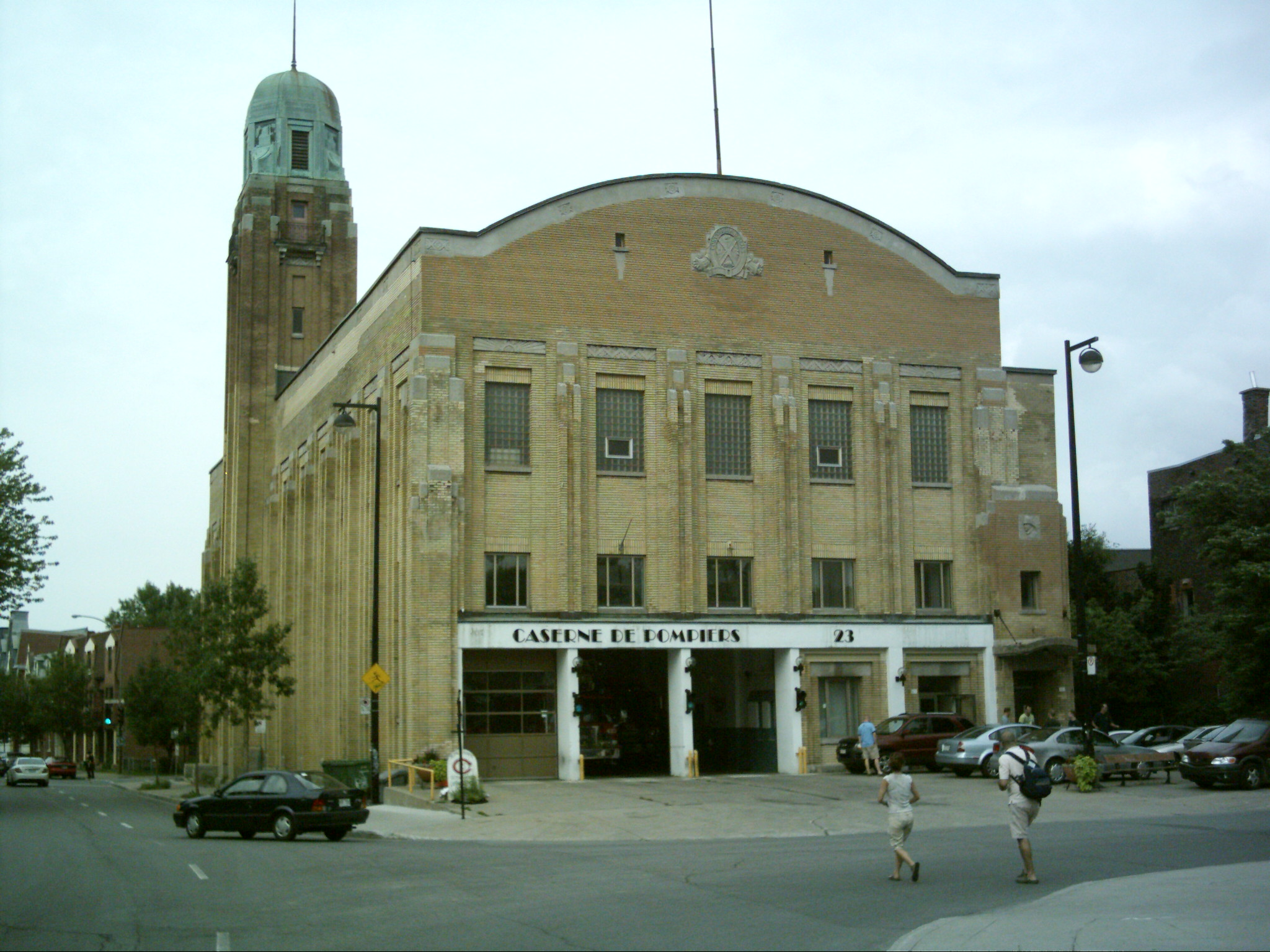
Caserne 23 à Saint-Henri

- Caserne 23 : 523, place Saint-Henri, Saint-Henri 45° 28′ 41″ N, 73° 35′ 07″ O
- Caserne 24 : 4700, rue Notre-Dame Ouest, Saint-Henri 45° 28′ 22″ N, 73° 35′ 19″ O , construite en 1898 dans un style Second Empire, elle cesse de servir comme caserne à une date inconnue. Elle est reconvertie en bibliothèque en 1964, fonction qu’elle remplit jusqu’en 2008[63].
- Caserne 25 : 1212, rue Drummond, Ville-Marie 45° 29′ 52″ N, 73° 34′ 23″ O
- Caserne 26 : 2151, avenue Mont-Royal Est, Plateau-Mont-Royal 45° 32′ 10″ N, 73° 34′ 19″ O

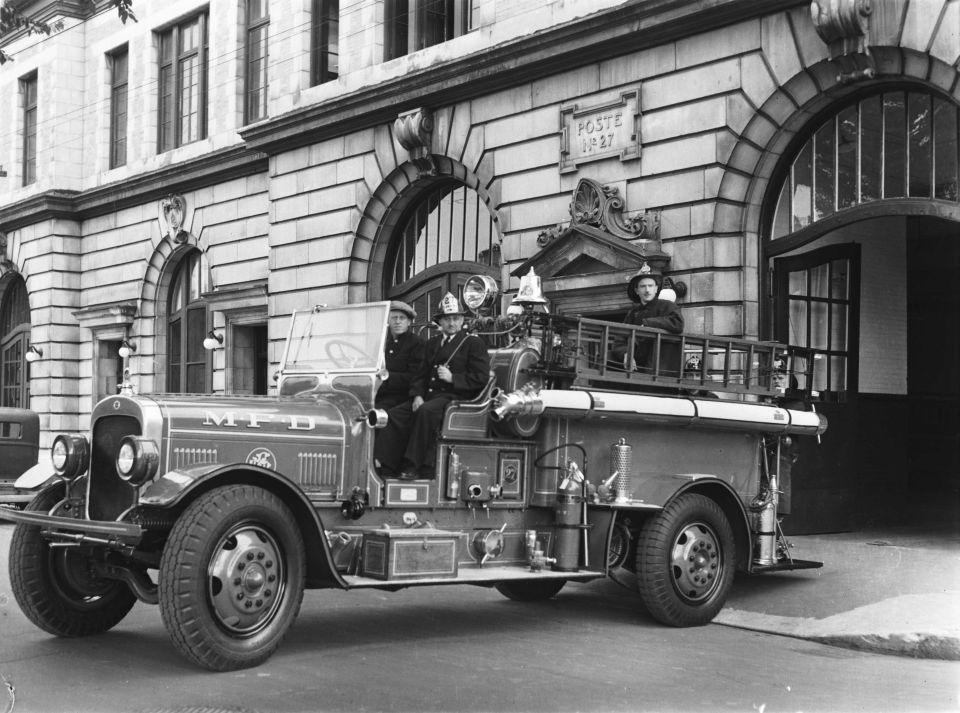
Pompiers à bord d’un camion d’incendie devant la caserne 27, rue Gatineau à Montréal, le 15 septembre 1947.

- Pompiers à bord d’un camion d’incendie devant la caserne 27, rue Gatineau à Montréal, le 15 septembre 1947.Caserne 27 : 5353, rue Gatineau, Côte-des-Neiges 45° 29′ 51″ N, 73° 37′ 19″ O
- Caserne 28 : 7650, boul. Châteauneuf, Anjou (Montréal) 45° 36′ 10″ N, 73° 33′ 31″ O
- Caserne 29: 5375, 1re Avenue, Rosemont-La Petite-Patrie 45° 32′ 43″ N, 73° 34′ 34″ O

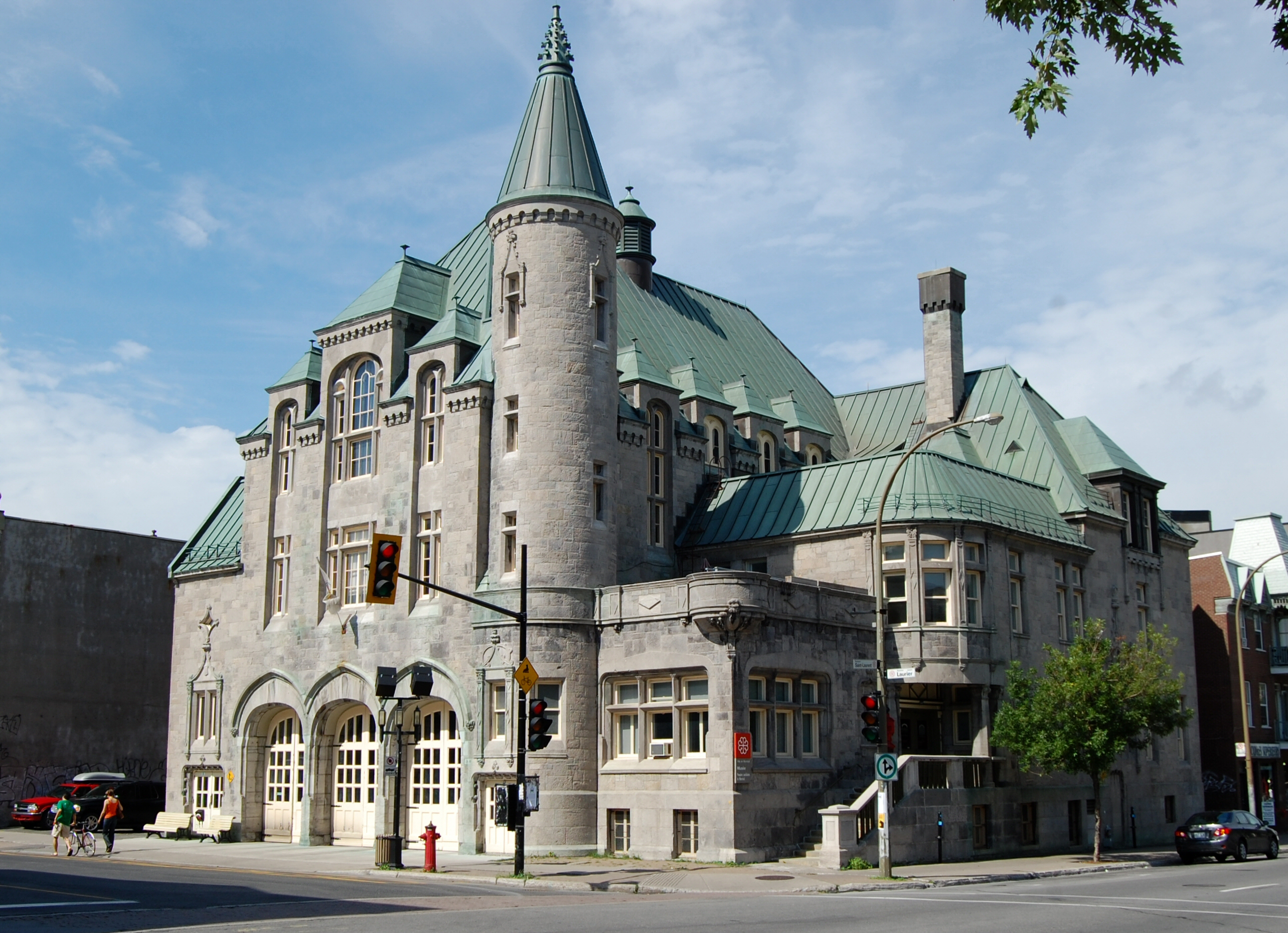
Caserne 30, ancien Hôtel de ville de Saint-Louis du Mile-End

- Caserne 30 : 5, avenue Laurier Ouest, Plateau-Mont-Royal 45° 31′ 23″ N, 73° 35′ 36″ O
- Caserne 31 : 7041, rue Saint-Dominique, La Petite-Patrie (quartier) 45° 32′ 05″ N, 73° 36′ 56″ O
- Caserne 32 : 16101, rue Sherbrooke Est, Rivière-des-Prairies–Pointe-aux-Trembles[66] 45° 41′ 54″ N, 73° 29′ 16″ O
- Caserne 33 : 6040, boul. Monk, Ville-Émard 45° 27′ 28″ N, 73° 35′ 44″ O
- Caserne 34 : 5369, chemin Côte-St-Antoine, Notre-Dame-de-Grâce 45° 28′ 32″ N, 73° 36′ 51″ O

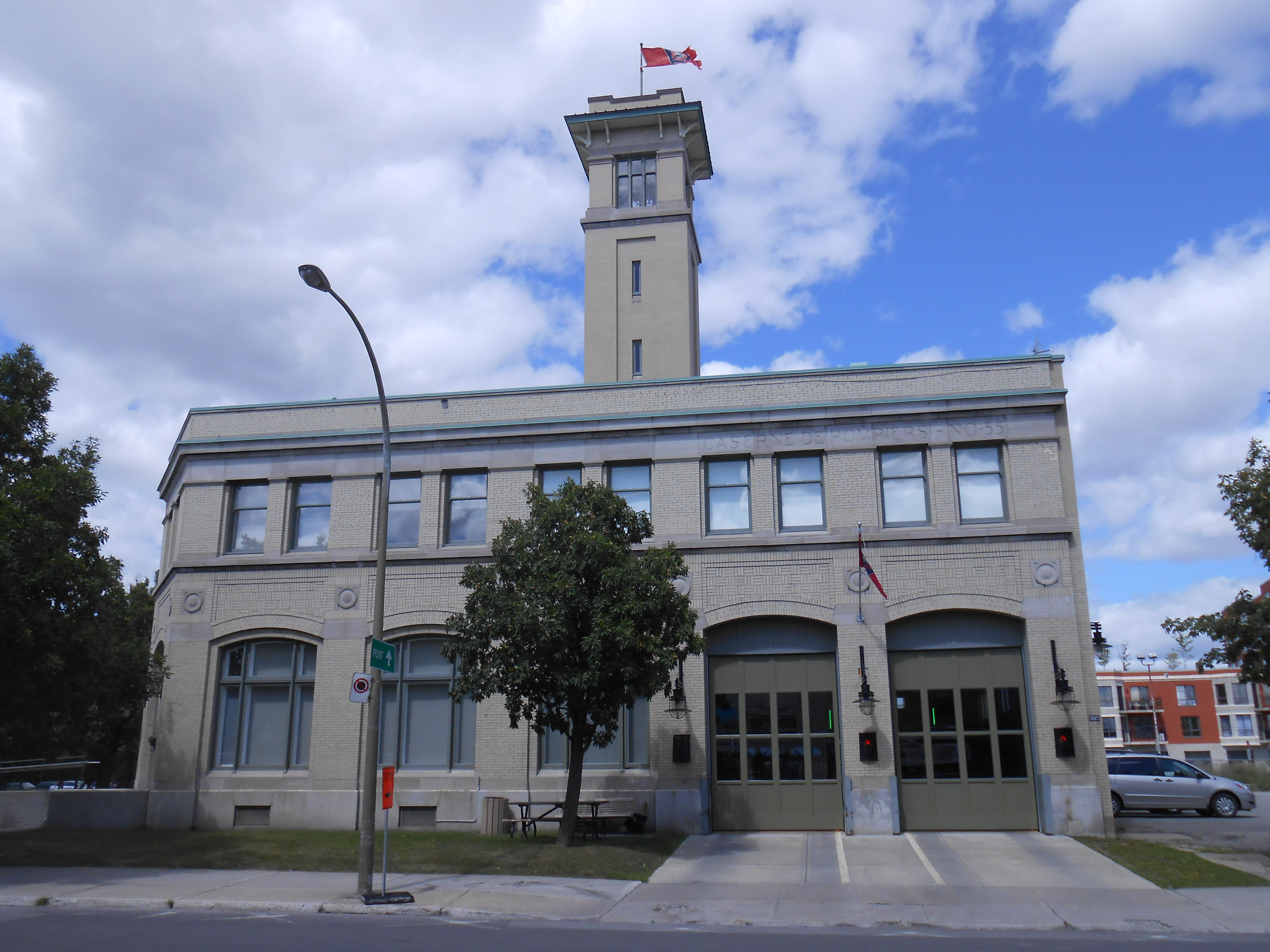
Caserne 35

- Caserne 35 : 10827, rue Lajeunesse, Ahuntsic (Montréal) 45° 33′ 22″ N, 73° 40′ 13″ O
- Caserne 36 : 7254, rue Notre-Dame Est, Longue-Pointe 45° 34′ 56″ N, 73° 30′ 38″ O , construite en 1913-1914 pour remplacer une ancienne caserne en bois datant des années 1890, elle est inaugurée le 20 mars 1914. Elle cesse de répondre aux appels le 28 mai 1979 à la suite d’une restructuration du service des incendies[67] et devient un atelier d’entreposage et de réparation jusqu’en 2003. Le bâtiment est aujourd’hui disparu, remplacé par un stationnement.
- Caserne 37 : 795, rue Jarry Est, Villeray 45° 32′ 47″ N, 73° 37′ 36″ O
- Caserne 38 : 14201, rue Sherbrooke Est, Pointe-aux-Trembles 45° 40′ 20″ N, 73° 30′ 18″ O
- Caserne 39 : 2915, rue Monsabré, Mercier (Montréal) 45° 34′ 21″ N, 73° 32′ 36″ O
- Caserne 40 : 8639, ave Pierre de Coubertin, Mercier (Montréal) 45° 36′ 05″ N, 73° 31′ 22″ O
- Caserne 41: 7405, rue Champagneur, Parc-Extension 45° 31′ 39″ N, 73° 37′ 35″ O
- Caserne 42 : 4180, rue de Salaberry, Cartierville 45° 32′ 04″ N, 73° 42′ 14″ O
- Caserne 43 : 1945, rue Fleury Est, Ahuntsic-Cartierville 45° 34′ 10″ N, 73° 39′ 11″ O
- Caserne 44 : 12145, boulevard Rivière-des-Prairies, Rivière-des-Prairies 45° 39′ 10″ N, 73° 33′ 47″ O, numéro précédemment porté par la Caserne Letourneux, ex-caserne 1 de la ville de Maisonneuve avant son annexion à Montréal en 1918.
- Caserne 45 : 5100, rue Hochelaga, Hochelaga-Maisonneuve 45° 33′ 47″ N, 73° 32′ 29″ O
- Caserne 46 : 4760, avenue Cumberland, Notre-Dame-de-Grâce 45° 28′ 01″ N, 73° 38′ 19″ O
- Caserne 47 : 2111, rue Saint-Zotique Est, La Petite-Patrie (quartier) 45° 32′ 51″ N, 73° 35′ 53″ O
- Caserne 48 : 3616, rue Hochelaga, Hochelaga-Maisonneuve 45° 32′ 50″ N, 73° 33′ 03″ O
- Caserne 49 : 10, rue Chabanel Ouest, Ahuntsic-Cartierville 45° 32′ 39″ N, 73° 39′ 04″ O
- Caserne 50 : 6490, 30e Avenue, Rosemont-La Petite-Patrie 45° 34′ 01″ N, 73° 34′ 32″ O
- Caserne 51 : 550, boul. des Anciens-Combattants, Sainte-Anne-de-Bellevue 45° 25′ 04″ N, 73° 57′ 00″ O
- Caserne 52 : 300, rue Surrey, Baie-D'Urfé 45° 25′ 11″ N, 73° 54′ 40″ O
- Caserne 53 : 310, Beaurepaire Drive, Beaconsfield (Québec) 45° 25′ 44″ N, 73° 52′ 06″ O
- Caserne 54 : 3048, boulevard Saint-Charles, Kirkland (Québec) 45° 26′ 57″ N, 73° 51′ 22″ O
- Caserne 55 : 401, boulevard Saint-Jean, Pointe-Claire 45° 26′ 52″ N, 73° 48′ 59″ O
- Caserne 56 : 230, boulevard Chèvremont, Île Bizard 45° 29′ 37″ N, 73° 52′ 35″ O
- Caserne 57 : 13795, boulevard Pierrefonds, Pierrefonds (Montréal) 45° 29′ 38″ N, 73° 50′ 59″ O
- Caserne 58 : 11, rue Centre Commercial, Roxboro (Québec) 45° 30′ 35″ N, 73° 48′ 23″ O
- Caserne 59[68]: 18 661, boulevard Pierrefonds, Pierrefonds (Montréal)
- Caserne 60 : aucune
- Caserne 61 : 10, chemin Sunnydale, Dollard-Des Ormeaux 45° 29′ 39″ N, 73° 48′ 24″ O
- Caserne 62 : 150, avenue Avro, Dorval 45° 28′ 27″ N, 73° 47′ 12″ O
- Caserne 63 : 530, boulevard Bouchard, Dorval 45° 26′ 49″ N, 73° 44′ 08″ O
- Caserne 64 : 3175, rue Remembrance, Lachine 45° 26′ 14″ N, 73° 41′ 28″ O

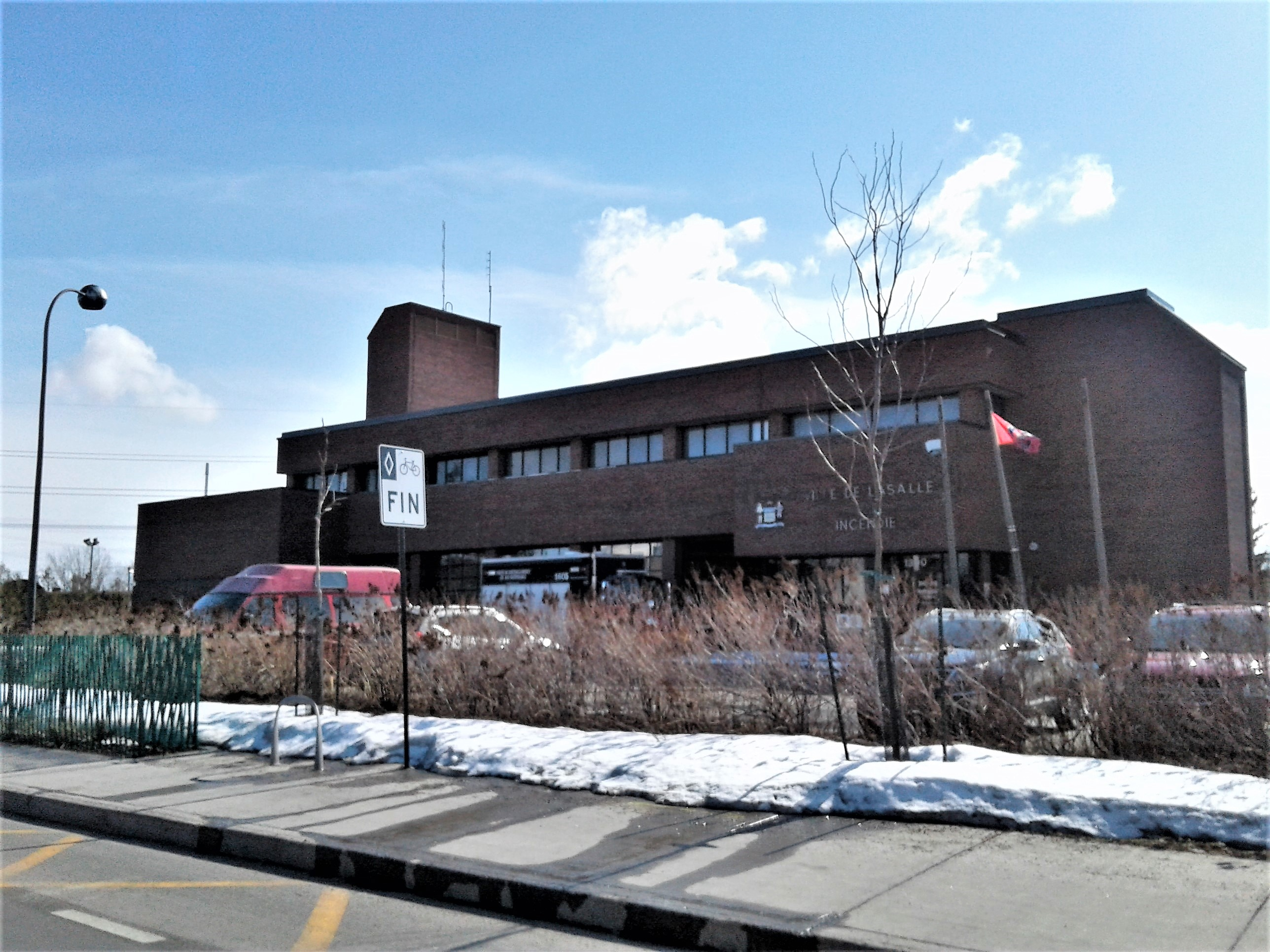
Caserne 65

- Caserne 65 : 1300, avenue Dollard, LaSalle 45° 25′ 33″ N, 73° 37′ 36″ O
- Caserne 66 : 4398, boulevard LaSalle, Verdun (Montréal) 45° 27′ 36″ N, 73° 33′ 46″ O
- Caserne 67 : 911, boulevard René-Lévesque, Île des Sœurs 45° 28′ 09″ N, 73° 32′ 03″ O
- Caserne 68 : aucune
- Caserne 69 : aucune
- Caserne 70 : aucune
- Caserne 71 : 5500, chemin du Bois-Franc, Saint-Laurent (Montréal) 45° 29′ 38″ N, 73° 44′ 40″ O
- Caserne 72 : 2727, boulevard Poirier, Saint-Laurent (Montréal) 45° 30′ 30″ N, 73° 42′ 34″ O
- Caserne 73 : 820, rue Saint-Germain, Saint-Laurent (Montréal) 45° 30′ 45″ N, 73° 40′ 41″ O
- Caserne 74 : 10, avenue Roosevelt, Ville Mont-Royal 45° 30′ 55″ N, 73° 38′ 27″ O
- Caserne 75 : 40, avenue Saint-Just, Outremont 45° 31′ 04″ N, 73° 36′ 28″ O
- Caserne 76 : 19, rue Stanton, Westmount 45° 29′ 11″ N, 73° 35′ 54″ O
- Caserne 77 : 114, ave Westminster Nord, Montréal-Ouest 45° 27′ 13″ N, 73° 38′ 53″ O
- Caserne 78 : 6815, chemin Côte-St-Luc, Côte Saint-Luc 45° 28′ 05″ N, 73° 39′ 08″ O
- Caserne 79 : 5510, avenue MacDonald, Hampsted 45° 29′ 01″ N, 73° 38′ 20″ O , a été fermée en juin 2007[69], puis démolie vers 2018 pour faire place à un projet immobilier résidentiel[70].

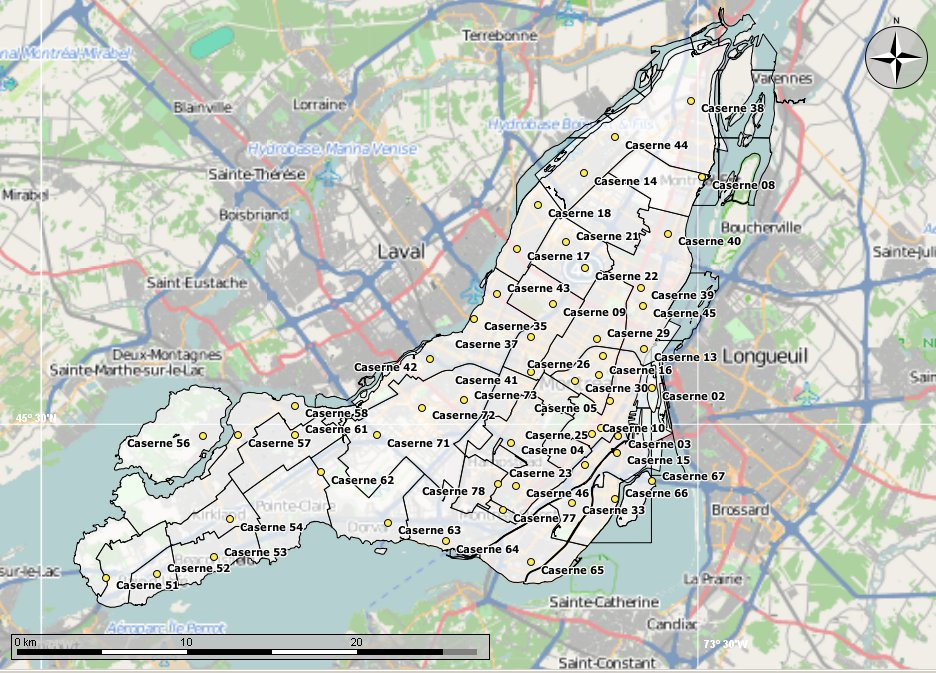
Carte des casernes de pompiers sur l’île de Montréal, telle que recensée en 2013.

### Casernes recyclées

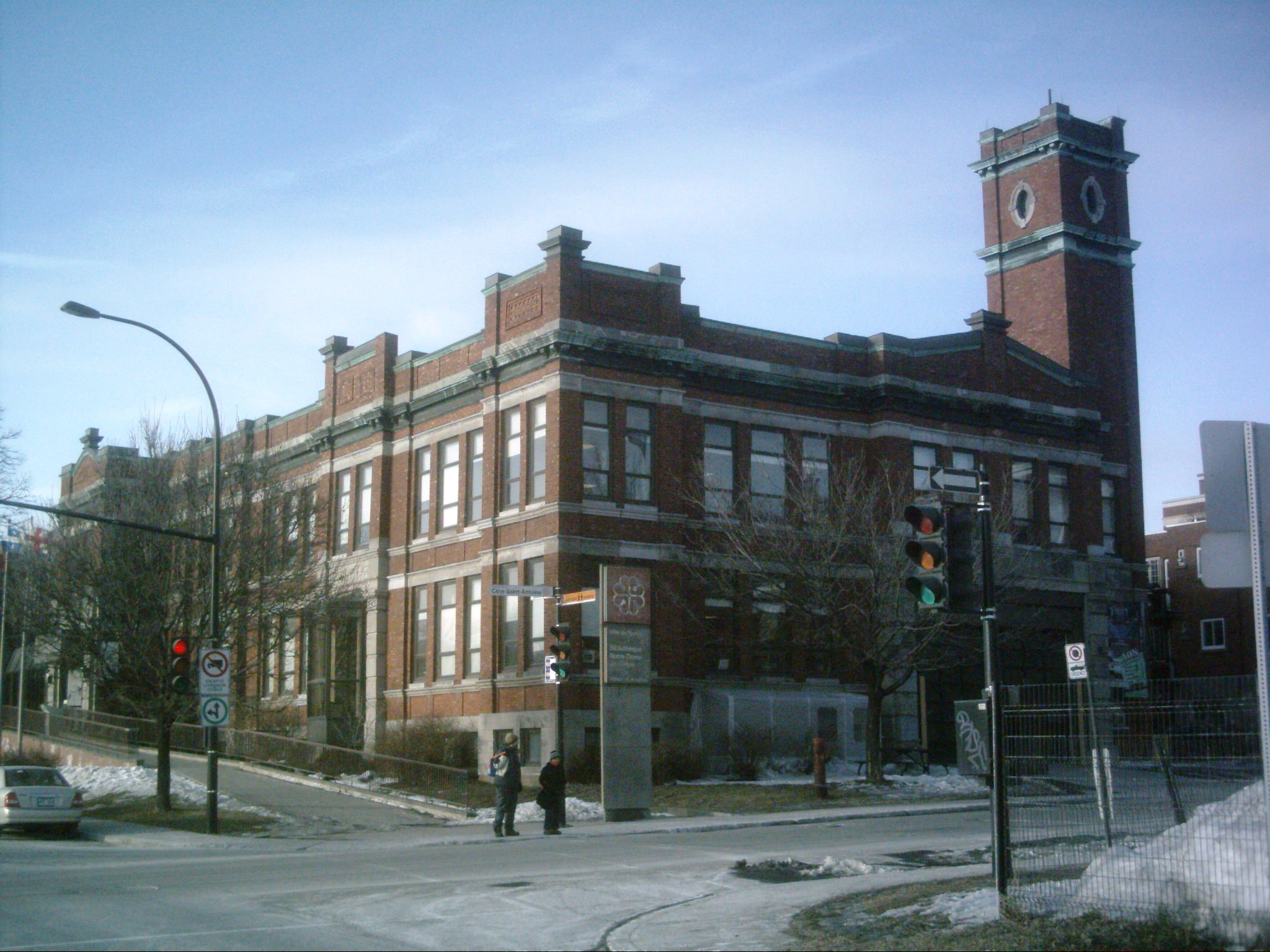
Maison de la culture Notre-Dame-de-Grâce
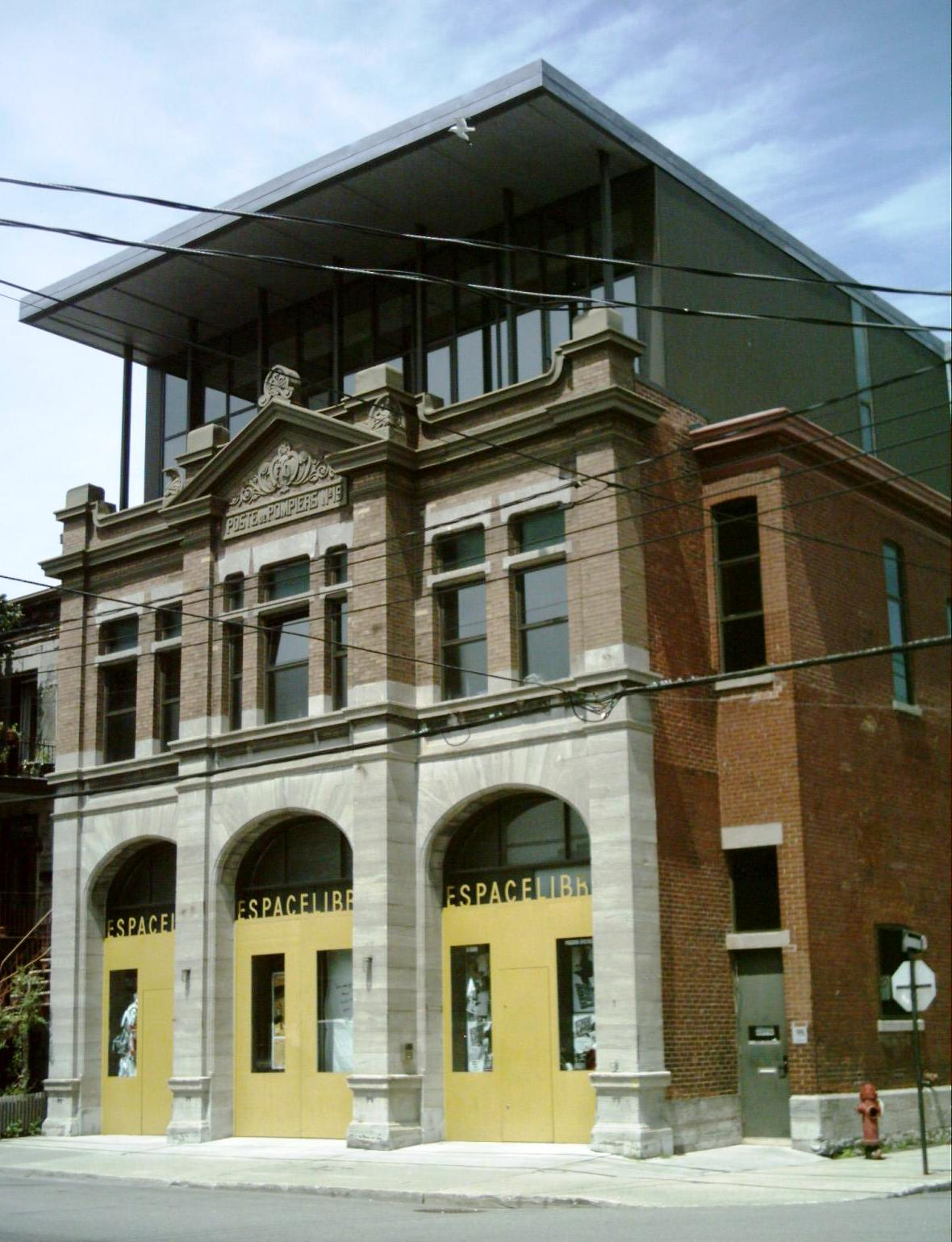
Espace Libre
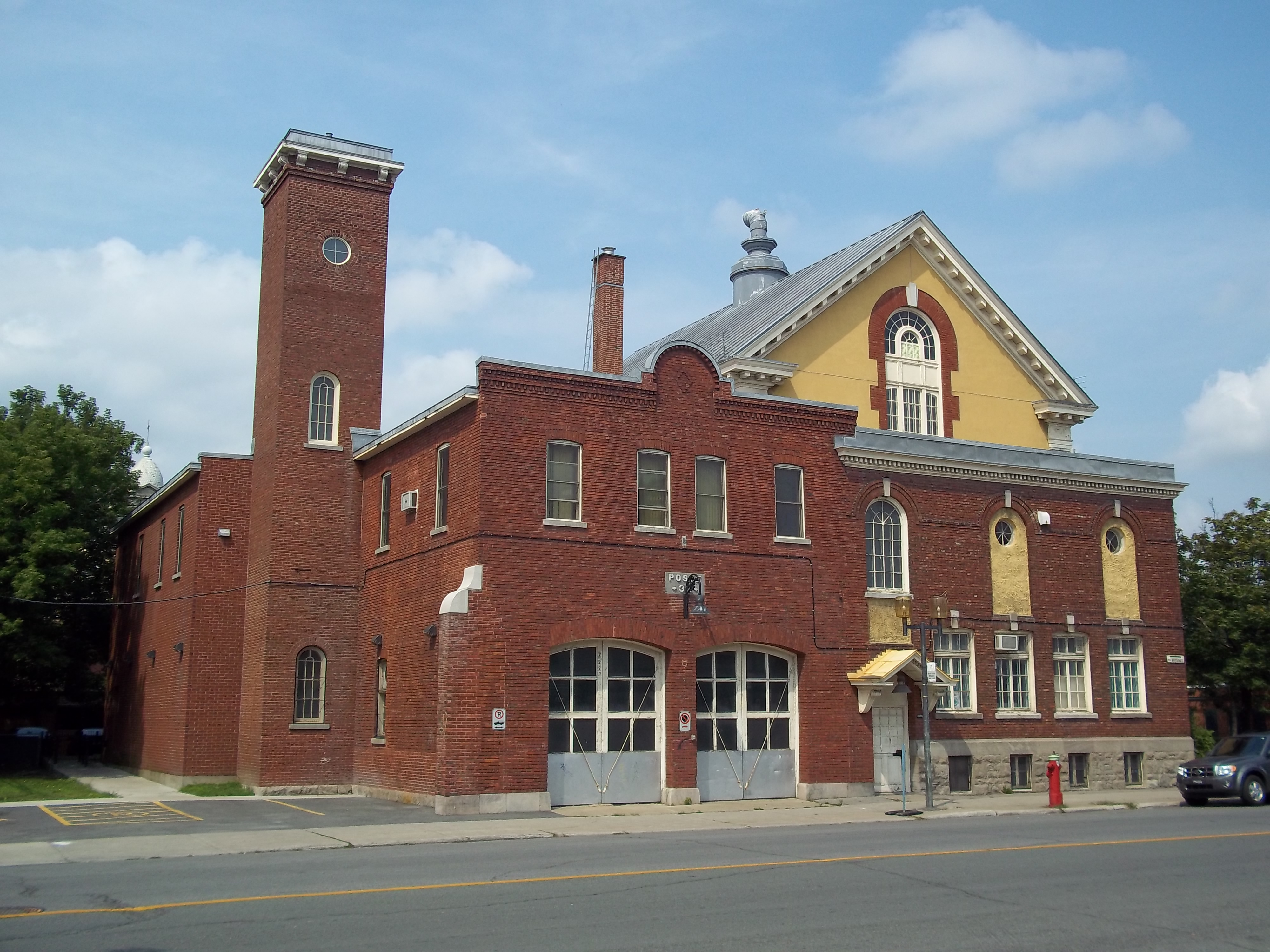
Caserne de pompier de Côte-Saint-Paul
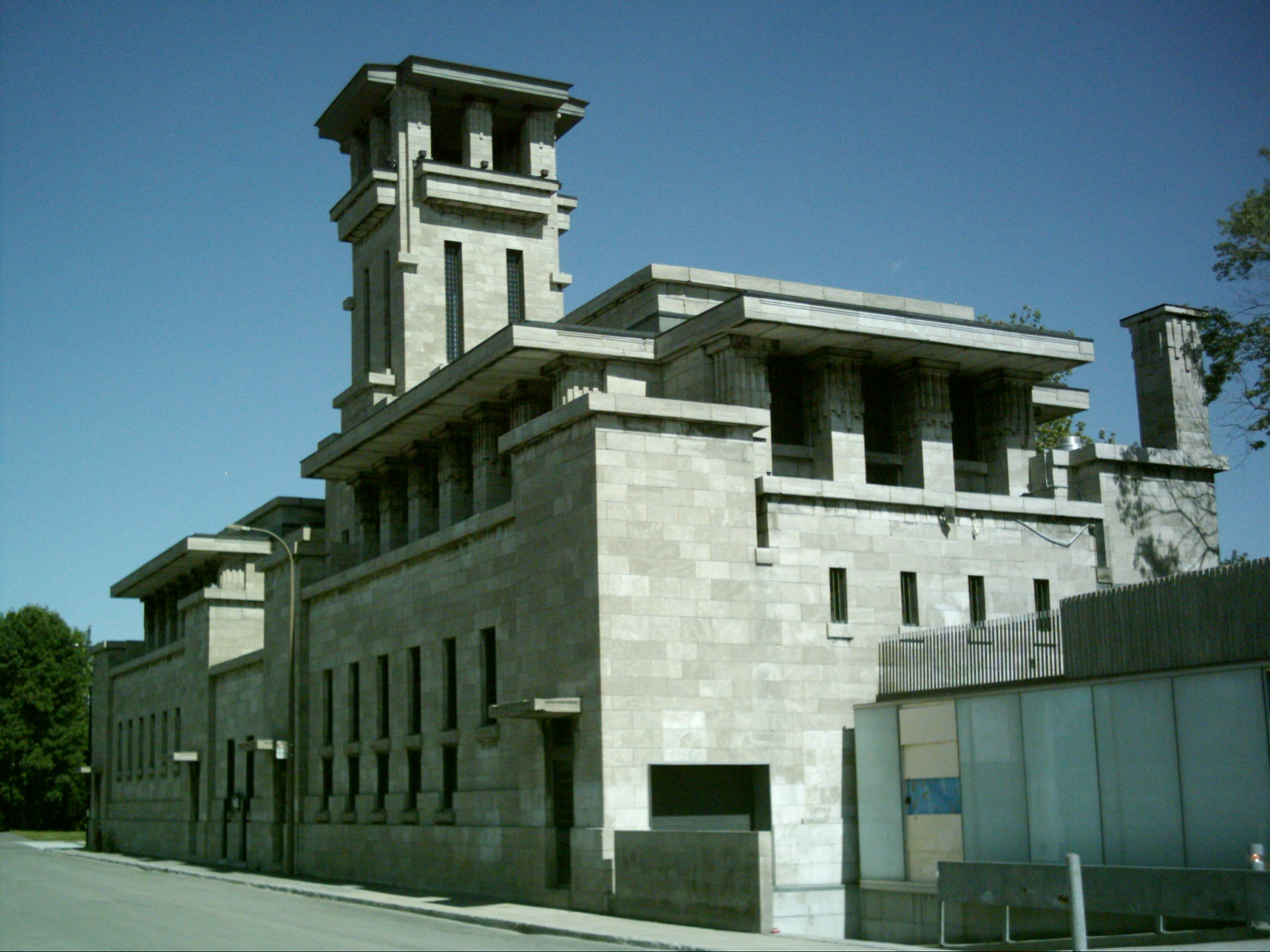
La Caserne Letourneux fut la caserne 1 de la ville de Maisonneuve

## Opérations

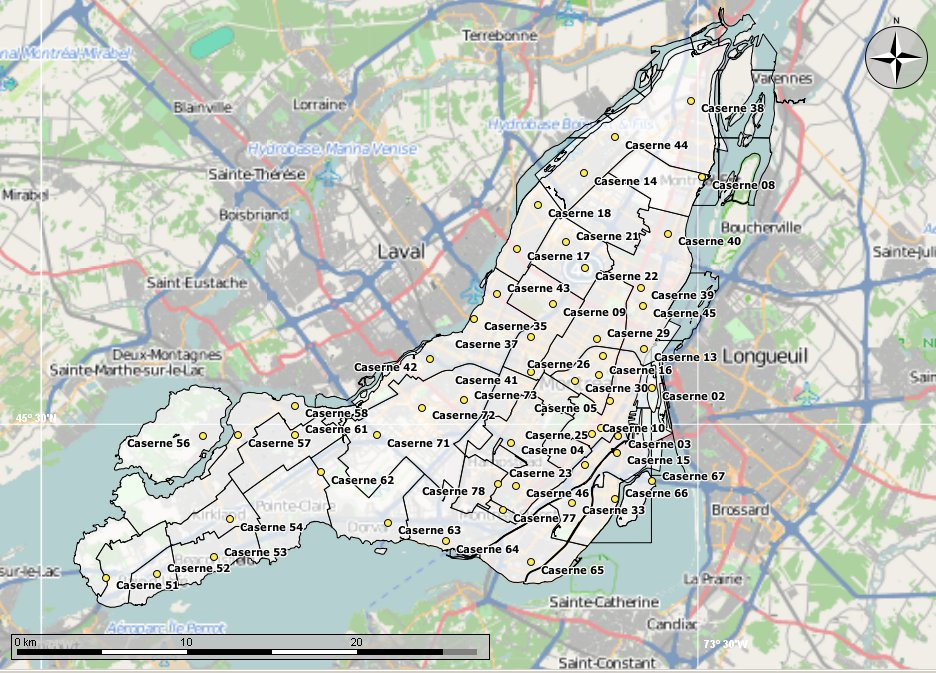
Carte des casernes de l'île de Montréal.

Le SIM compte 6 divisions opérationnelles qui couvrent le territoire de l'île de Montréal: 
- Division 1 - Casernes 51,52,53,54,55,56,57,58,59,61,62,71
- Division 2 - Casernes 3,15,23,33,46,63,64,65,66,67,77,78
- Division 3 - Casernes 4,27,34,35,37,42,49,72,73,74,75,76
- Division 4 - Casernes 8,9,14,17,18,21,22,28,32,38,43,44
- Division 5 - Casernes 13,26,29,30,31,39,40,41,45,47,48,50
- Division 6 - Casernes 2,5,10,16,19,20,25

### Casernes spécialisées
Le SIM dispose de 13 casernes spécialisées réparties selon différentes expertises :
- 2 casernes GIMD (Groupe d’intervention en matières dangereuses)  Ces équipes sont formées pour gérer les déversements et fuites de substances toxiques, effectuer des décontaminations, et collaborer avec le Service de police de la Ville de Montréal (SPVM) en cas d’incidents terroristes.
- 3 casernes GST (Groupe de sauvetage technique)  Les pompiers de ce groupe sont spécialisés dans les sauvetages complexes, comme les interventions en hauteur, en espace clos, ou lors d’effondrements de structures. Ils interviennent également sur des sites difficiles d’accès tels que le mont Royal ou des usines.
- 8 casernes GSN (Groupe de sauvetage nautique)  Ces casernes disposent d’équipements et de formations spécifiques pour les interventions sur l’eau. Elles utilisent des embarcations adaptées pour secourir les personnes en danger sur les plans d’eau.
- 5 casernes GSG (Groupe de sauvetage sur glace)  Appartenant au GSN, ces équipes interviennent lorsque les embarcations ne peuvent atteindre un lieu de sauvetage en raison d’un couvert de glace. Elles utilisent des cordages, des civières, et des embarcations spécialement conçues pour les conditions hivernales.

Ces différents groupes spécialisés comptent un total de 509 pompiers et pompières spécialisés (2023).
Le SIM inclut également un siège administratif dédié à la prévention, comprenant 6 sections de prévention jumelées à des casernes. Parmi elles figure le Bureau de l’analyse des incidents et de recherche de causes et circonstances des incendies (BAIRCCI), installé à la caserne 17. Ce bureau a pour mission d’analyser les interventions afin de mieux identifier les risques et enjeux liés à la sécurité incendie sur le territoire.

## Équipements
La majorité de la flotte actuelle se compose d'autopompes et d'échelles de marque E-one Cyclone et MAXIMETAL sur châssis Spartan Gladiator. En 2018 le SIM reçoit ses premiers camions MAXIMETAL sur châssis Pierce. Le SIM a aussi quelques unités de marque Freightliner.
En 2010, le service rajeunit sa flotte de véhicules et se dote de 37 nouveaux véhicules, dont 5 camions-échelles, 4 embarcations de sauvetage nautique et 23 véhicules légers voués aux opérations et à la prévention.
Les équipements du SIM sont identifiés par un numéro correspondant à son type et à la caserne où il est assigné. Par exemple, le numéro d'une autopompe commence par 2 suivi du numéro de sa caserne (l'autopompe de la caserne 52 porterait le numéro 252). La deuxième autopompe d'une caserne porte le numéro 20 suivi du numéro de la caserne (par exemple : 2052). Le numéro d'une autopompe ayant une capacité de mousse a la lettre M avant le 2 ou le 20. Le numéro d'un camion-échelle commence par 4, celui d'un camion-échelle à panier attaché commence par 40, celui d'une plate-forme commence par 7, d'un véhicule léger de sauvetage par 5, d'un camion-citerne par 6, d'un véhicule de commandement ou de soutien par 8 ou 9, un véhicule lourd de sauvetage par 11, un abri par 14, une unité d'alimentation en air par 16, une remorque par 19 ou 21 et le véhicule du chef par 1.

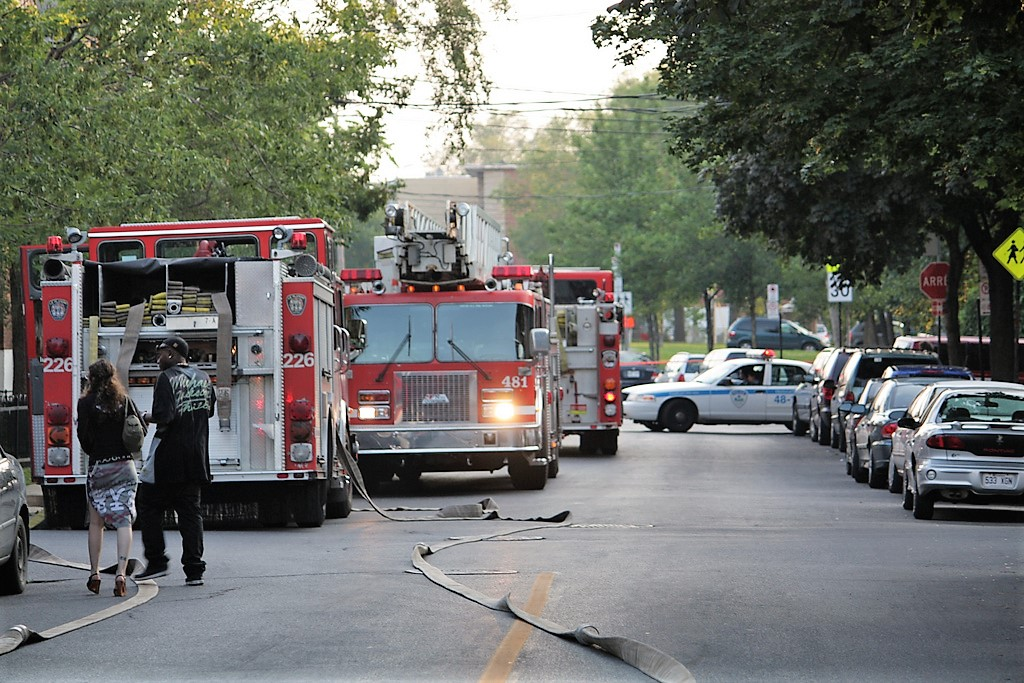
Scène d'incendie dans le quartier Rosemont-La Petite-Patrie
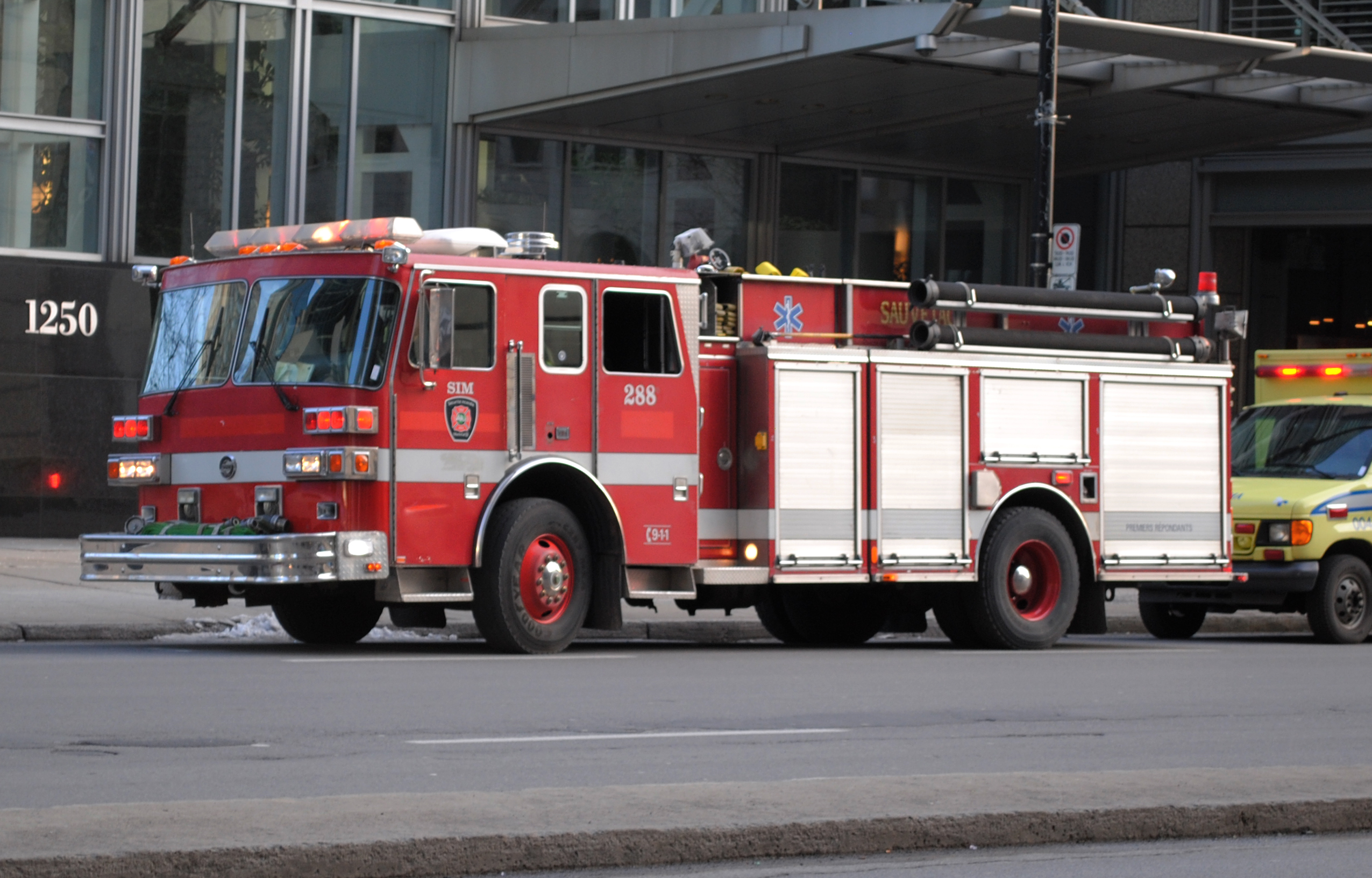
Autopompe 288
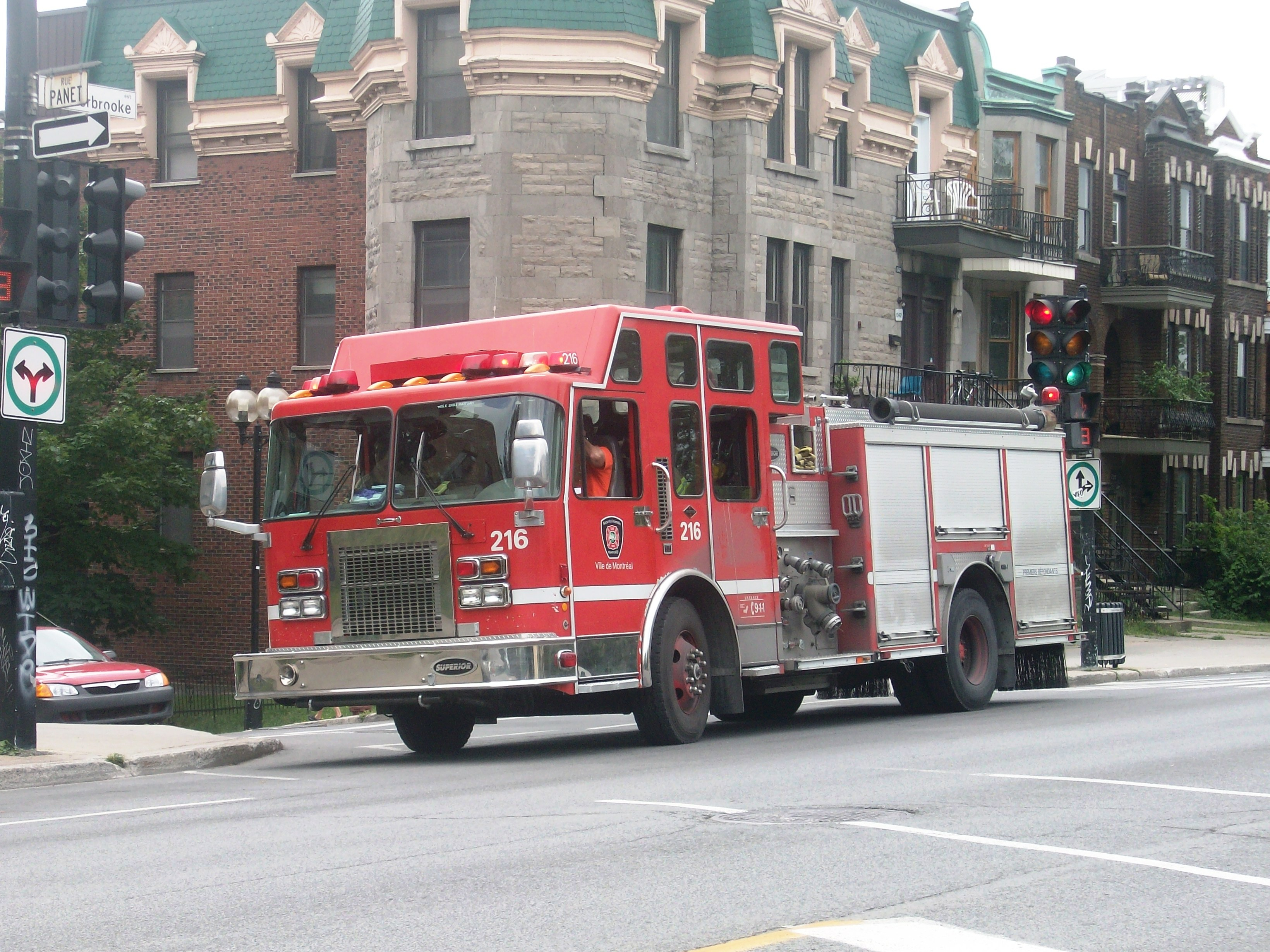
Autopompe 216

## Statistiques
Données tirées du Rapport des activités du SIM .
| Nature de l'intervention | 2007   | 2008   | 2009   | 2010   | 2011   | 2012   | 2013   | 2014   | 2015   | 2016   | 2017  | 2018  | 2019  | 2020  |
| ------------------------ | ------ | ------ | ------ | ------ | ------ | ------ | ------ | ------ | ------ | ------ | ----- | ----- | ----- | ----- |
| Incendies de bâtiments   | 1 574  | 1 459  | 1 555  | 1 572  | 1 384  | 1 380  | 1 272  | 1 285  | 1 177  | 1 178  | 1171  | 1172  | 1208  | 1385  |
| Autres incendies         | 9 570  | 8 832  | 7 079  | 7 096  | 8 210  | 4 136  | 3 375  | 2 968  | 3 185  | 3 316  | 2660  | 2954  | 2729  | 3030  |
| Sans incendie            | 19 526 | 17 391 | 16 123 | 15 753 | 15 557 | 19 573 | 21 235 | 19 931 | 19 860 | 19 526 | 20412 | 22006 | 23029 | 20402 |
| Premiers répondants      | 7 251  | 34 380 | 61 923 | 71 862 | 73 166 | 76 386 | 76 434 | 80 829 | 81 143 | 85 347 | 84867 | 78508 | 75409 | 45840 |
| Fausses alertes          | 1 749  | 2 755  | 5 363  | 7 135  | 7 514  | 7 863  | 7 675  | 8 579  | 9 142  | 9 332  | 9318  | 8857  | 9157  | 5682  |

## Liste des dirigeants du service

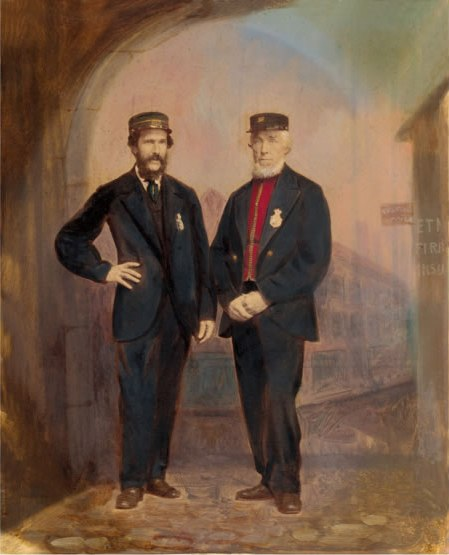
À droite le chef Alexander Bertram et son assistant William Patton à gauche, 1869

- 1841-1844 - Joseph Russel Bronsdon
- 1844-1845 - John M. Coppinger
- 1845-1852 - John Perrigo
- 1852-1875 - Alexander Bertram
- 1875-1888 - William Patton
- 1888-1909 - Zéphirin Benoit
- 1909-1918 - Joseph Tremblay
- 1918-1923 - Joseph-F. Chevalier
- 1923-1932 - Raoul Gauthier
- 1933-1937 - Christopher Carson
- 1937-1939 - Télésphore-Abel Ouimet
- 1939-1959 - Raymond Paré
- 1959-1966 - Armand Durette
- 1966-1967 - Dollard Boisvert
- 1967-1971 - Elphège Hamel
- 1971-1978 - René Plaisance
- 1978-1981 - Jean-Paul Moineau
- 1981-1986 - Raymond Legault
- 1986-1987 - Yvon Bineau
- 1987-1991 - Raymond Therrien
- 1991-1996 - Roméo Noël
- 1996-2004 - Alain Michaud
- 2004-2013 - Serge Tremblay
- 2013-2016 - François Massé
- 2016-2017 - Patrick Taillefer (intérim)
- 2017-2020 - Bruno Lachance
- 2020-2021 - Richard Liebmann (intérim)
- 2021-         - Richard Liebmann

## Liste des feux majeurs à Montréal
- 1734 - Incendie de Montréal en 1734
- 1849 - Incendie de l'hôtel du Parlement à Montréal
- 1852 - Grand incendie de Montréal de 1852
- 1873 - Incendie de l'hôtel St. James
- 1877 - Oil Cabinet Novelty Works Company
- 1888 - Incendie de la rue Saint-Jacques
- 1890 - Incendie de l'asile Saint-Jean-de-Dieu
- 1901 - Board of Trade de Montréal
- 1910 - Incendie du Herald de Montréal
- 1918 - Incendie à l'orphelinat des sœurs grises
- 1922 - Incendie de l'hôtel de ville de Montréal
- 1927 - Incendie du Laurier Palace
- 1932 - Explosion du pétrolier Cymbile dans le port de Montréal
- 1936 - Incendie Maison canadienne
- 1942 - Incendie Meubles R. Brouilette
- 1944 - Écrasement du bombardier Liberator à Montréal
- 1951 - Incendie Hospice Sainte-Cunégonde
- 1959 - Incendie American Spaguetti
- 1960 - Incendie chappelerie Charlebois
- 1963 - Incendie meubles Woodhouse
- 1967 - Incendie de la pétrolière Calex
- 1971 - Incendie du métro de Montréal
- 1972 - Incendie du Blue Bird
- 1974 - Week-end rouge
- 1986 - Place Alexis Nihon
- 1987 - Incendie de l'église unitarienne
- 2023 - Incendie de l'édifice William-Watson-Ogilvie

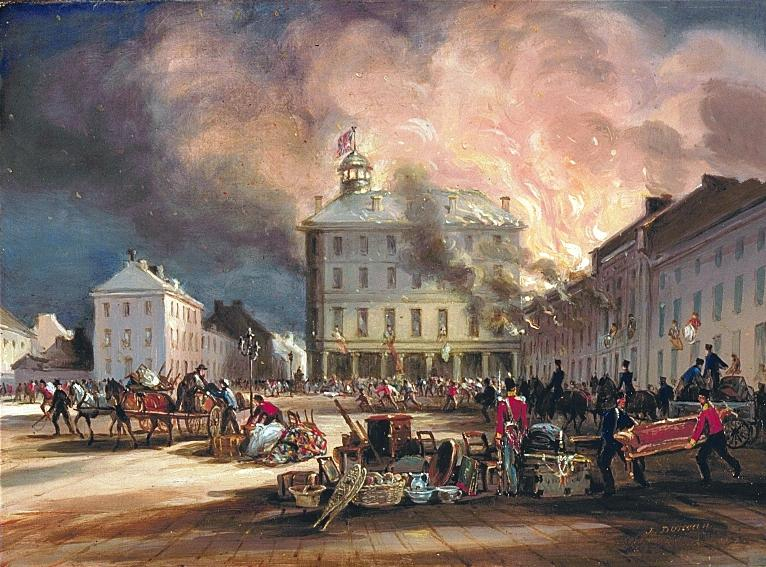
Incendie de la maison Hayes, square Dalhousie, 1852
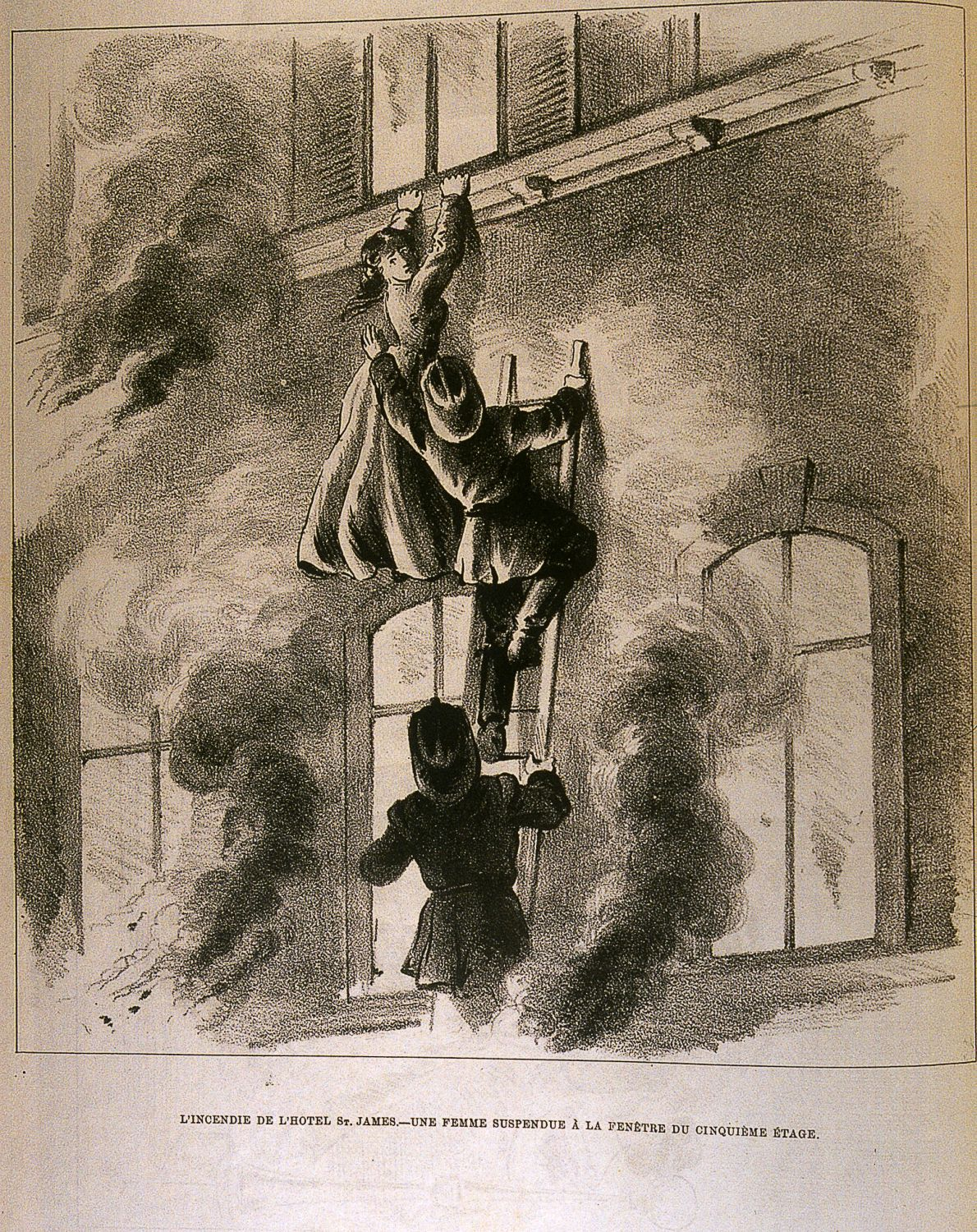
Incendie de l'hôtel Saint-James, en 1873
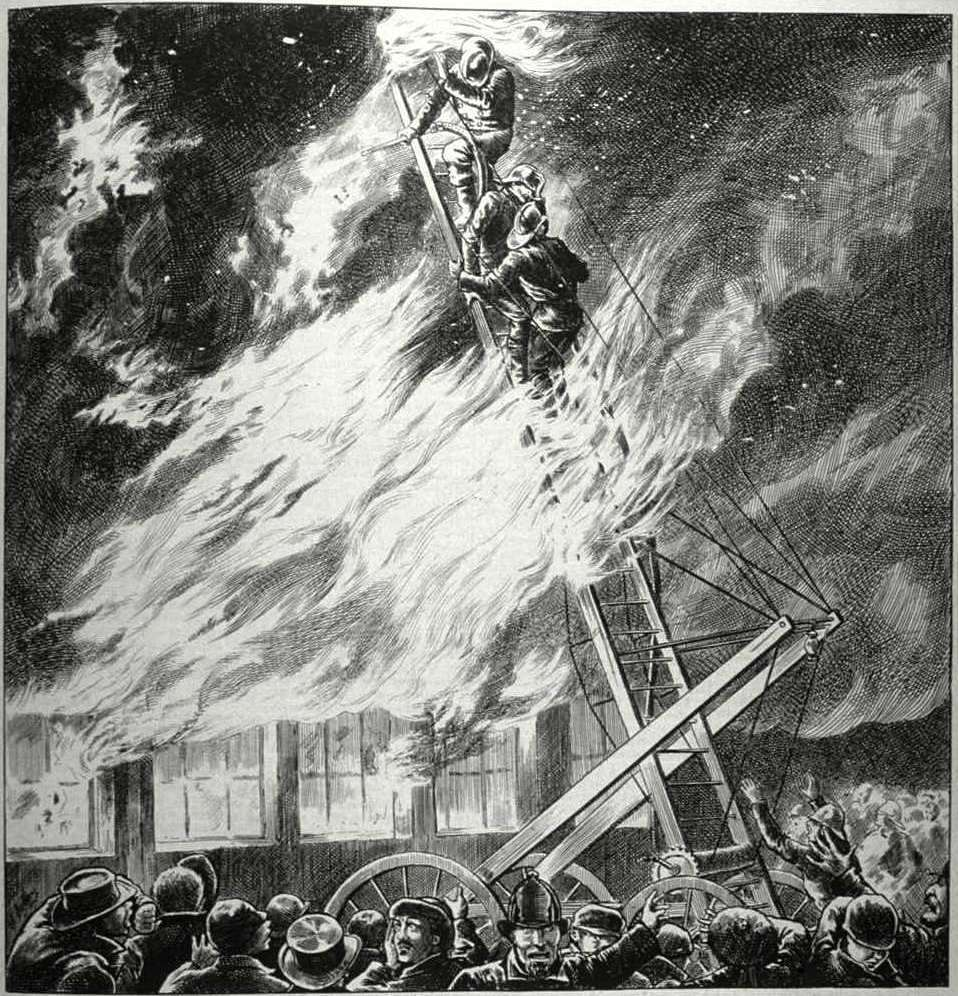
Incendie de la Oil Cabinet Novelty Work Company le 29 avril 1877
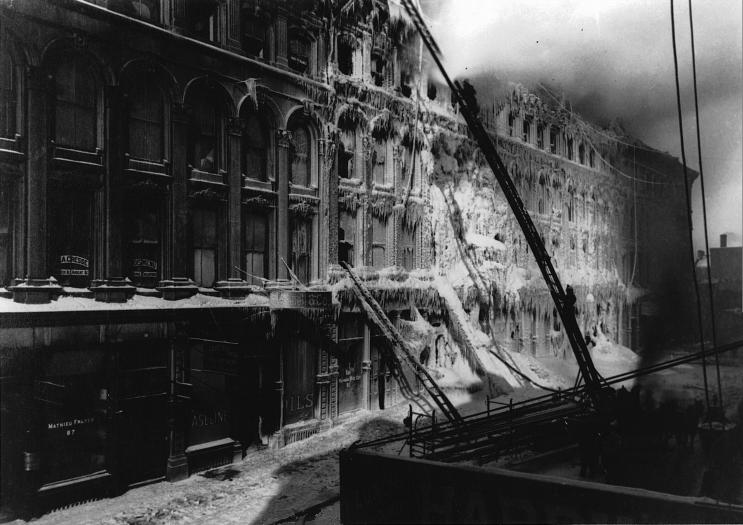
Incendie, Petite rue Saint-Jacques, 1888
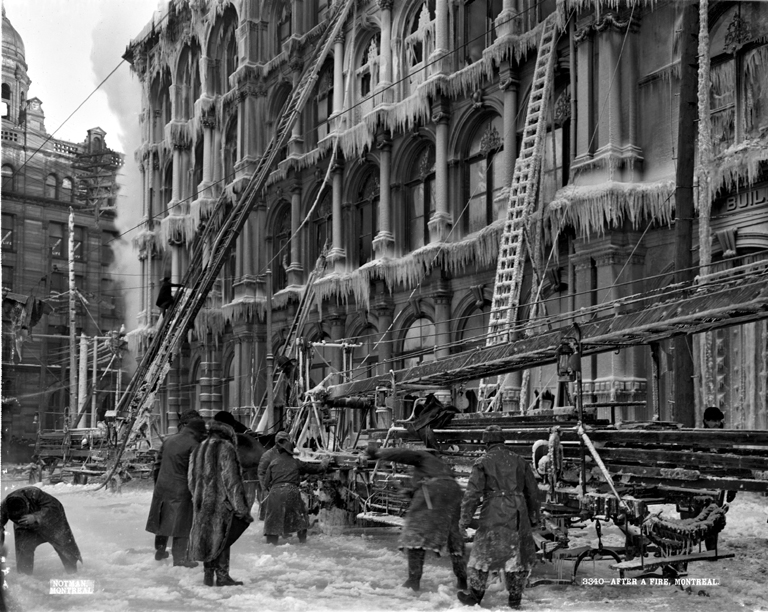
Incendie sur la rue McGill en 1901
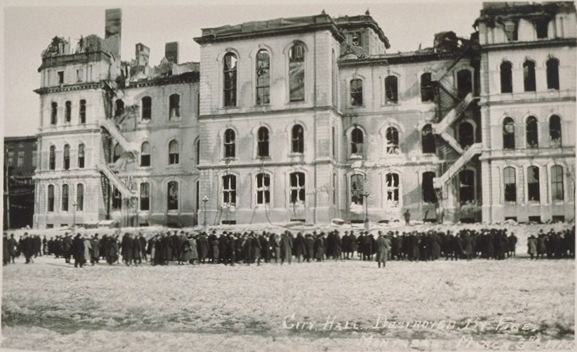
Feu de l'hôtel de ville, 1922

## Célébrités du service
- Alfred Perry
- Michel Dubois
- Dominique Maltais

### Document officiel
- Service de sécurité incendie de Montréal, Rapport des activités 2023, Montréal, Ville de Montréal, 2024 (ISBN 978-2-7647-1979-4 et 978-2-7647-1980-0, lire en ligne [PDF])
- Suzanne Tremblay et Andréanne Chiasson, Rapport d'enquête : Accident mortel survenu à un travailleur dans un bâtiment résidentiel situé au 12 495 Langelier de l'arrondissement Montréal-Nord, Direction régionale de Montréal, Commission de la santé et de la sécurité du travail (CSST), 2008, 70 p. (lire en ligne)

### Vidéos
- Film tourné par Thomas Edison sur la Brigade de feu de Montréal
- [vidéo] « Vidéo sur la Mémoire des anges avec des extraits de vidéos sur les pompiers des années 50 », sur YouTube
- [vidéo] « Vidéo sur la construction des casernes en 1932 », sur YouTube